# A Fővárosi Állat- és Növénykert Pálmaháza
A Pálmaház és alatta az Akvárium a budapesti Fővárosi Állat- és Növénykert egyik ismert épülete.

## Története
Eredetileg a főváros különálló vállalkozásaként valósult volna meg a Gellért-hegyen, ám a felújítási hullámhoz kapcsolódva végül úgy döntöttek a városatyák, hogy a trópusi állat- és növényfajokat bemutató csarnok is az állatkertbe kerül. 1909 és 1912 között Végh Gyula műszaki, illetve Ilsemann Keresztély és Räde Károly kertészeti tervei alapján készült el a kert déli – akkor még bejárattal rendelkező – sarkában. A helyválasztás tudatos volt: a félkör alakú kupola alatti terasz a Nagy-tó fölé magasodik. Az épület tó felőli részét és az akváriumot mértéktartó szecessziós díszítéssel látták el, különben az épület díszítetlen, modern stílusú.
Az acélszerkezetes, üveggel borított ház egy két részre bontott nagycsarnokból és két oldalt három-három oldalházból áll. 1922-ben az egyik oldalházat terráriummá alakították át, 1934-ben pedig a krokodilok költöztek be a tó felőli, félkörös részbe. A második világháború során az épület súlyosan megrongálódott – a krokodilokat például a medencéjükbe fagyva találták meg –, egyesek már-már ócskavasként kívánták értékesíteni a maradékait. Végül 1952-ben újra megnyílt a nagycsarnok, de a belső meleg, párás klíma hamar kikezdte az acélt, így az 1960-as és 1970-es években több felújításra került sor.
A végleges felújítás 1991-ben kezdődött, amely a váratlan problémák miatt 1,091 milliárd forintot emésztett fel, és 9 éven át húzódott. Eredményeképpen 2000-ben egy korszerű és esztétikus állattartó hely nyitotta meg kapuit. Nem sokkal később az alatta kialakított Akvárium felújításának lezárulásával a két ház összeköttetésbe került.
A Pálmaház tó felőli kupolája alatt cukrászda működik, az oldalházakhoz pedig külső röpdék és kifutók csatlakoznak. A hat oldalház egyébként tematikusan épül fel: egy-egy trópusi életközösség néhány növény- és állatfaját mutatják be.
- Okefenokee (észak-floridai mocsárvidék)
- Arubonito (hispaniolai folyó)
- Chirripo (Costa Rica-i folyó)
- Tana (kelet-afrikai folyó)
- Nusafenggara (a Kis-Szunda-szigetek maláj neve)
- Khao Yai (thaiföldi esőerdei nemzeti park)

### Az épület kívülről

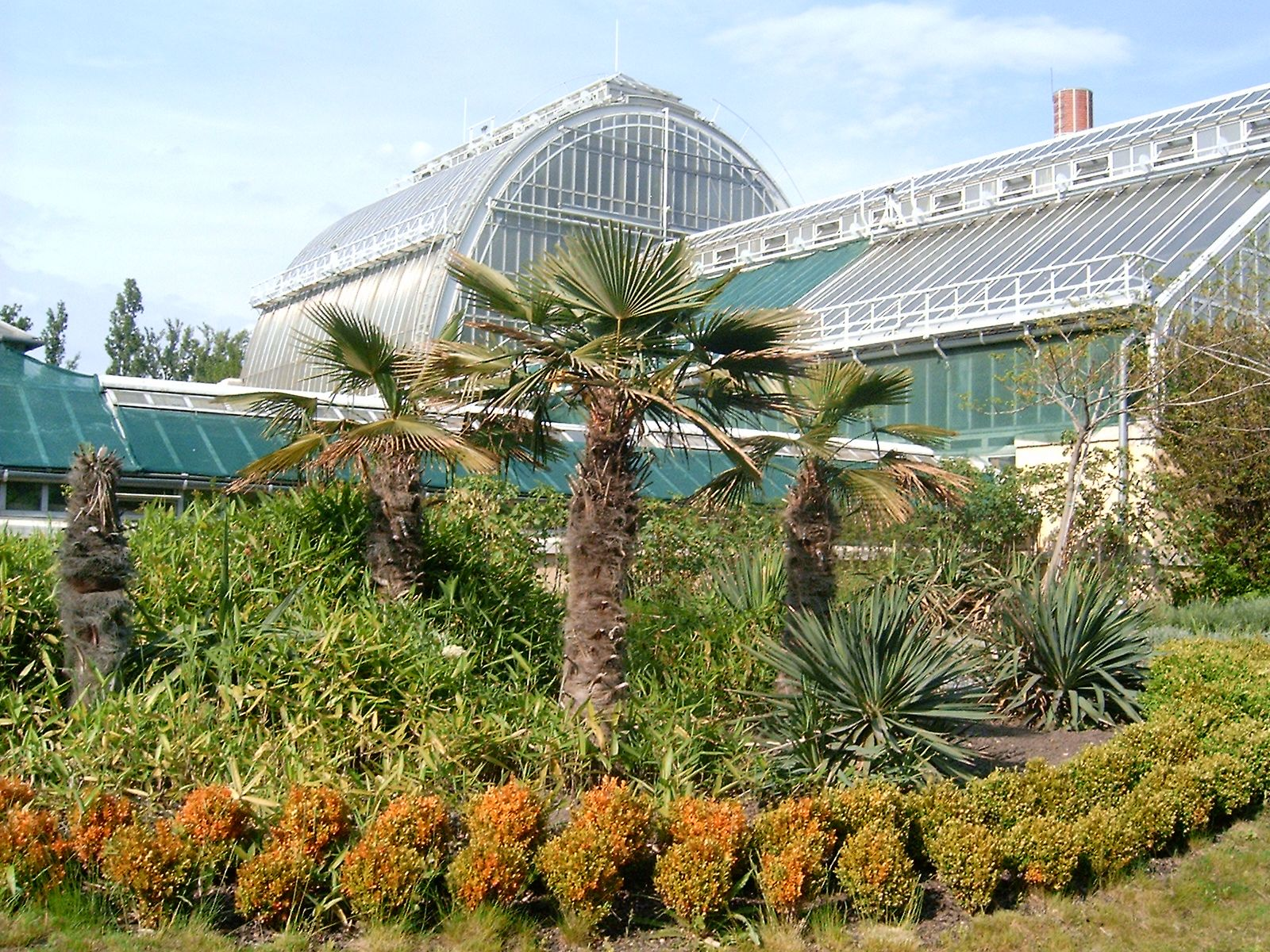
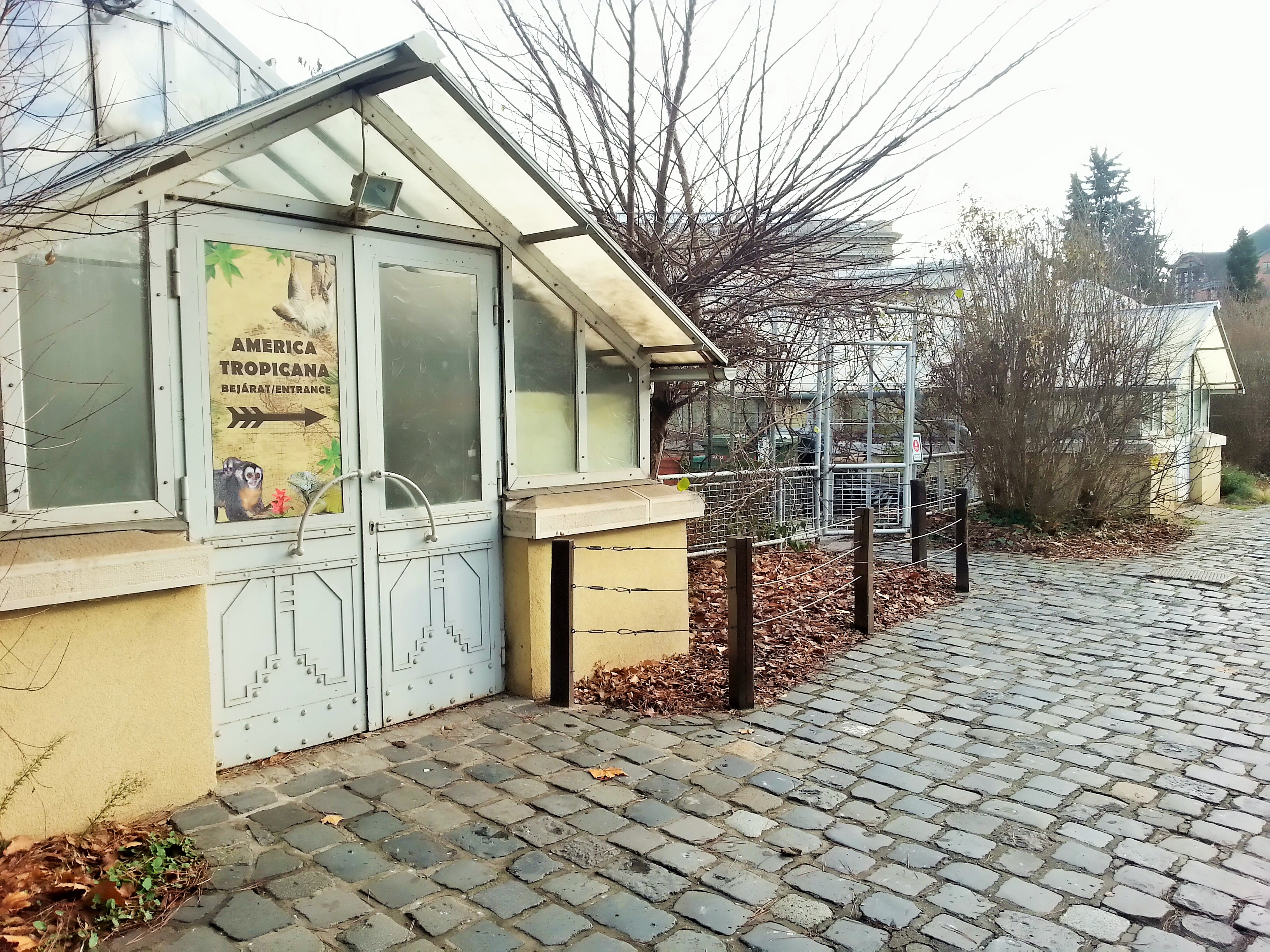
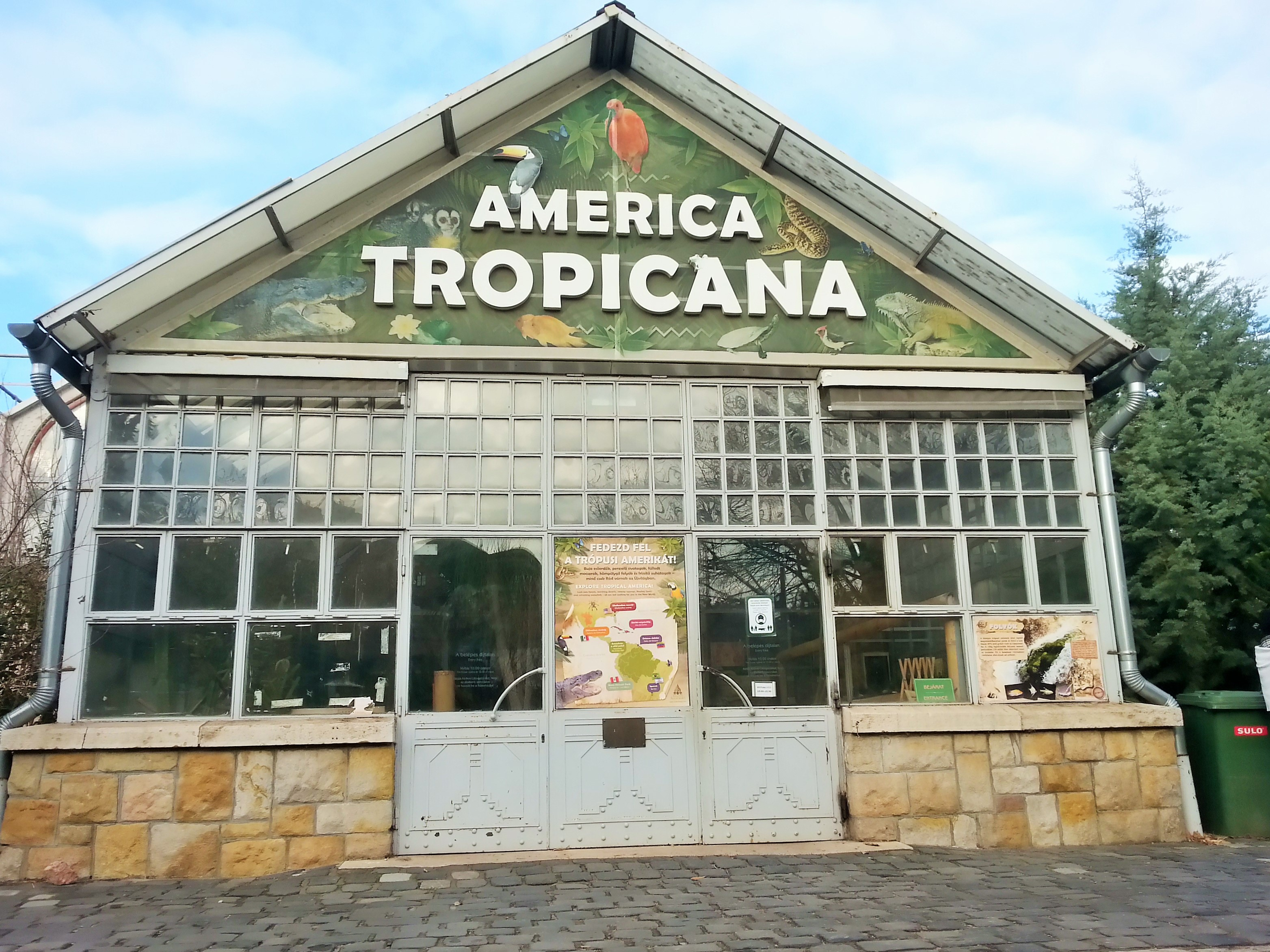
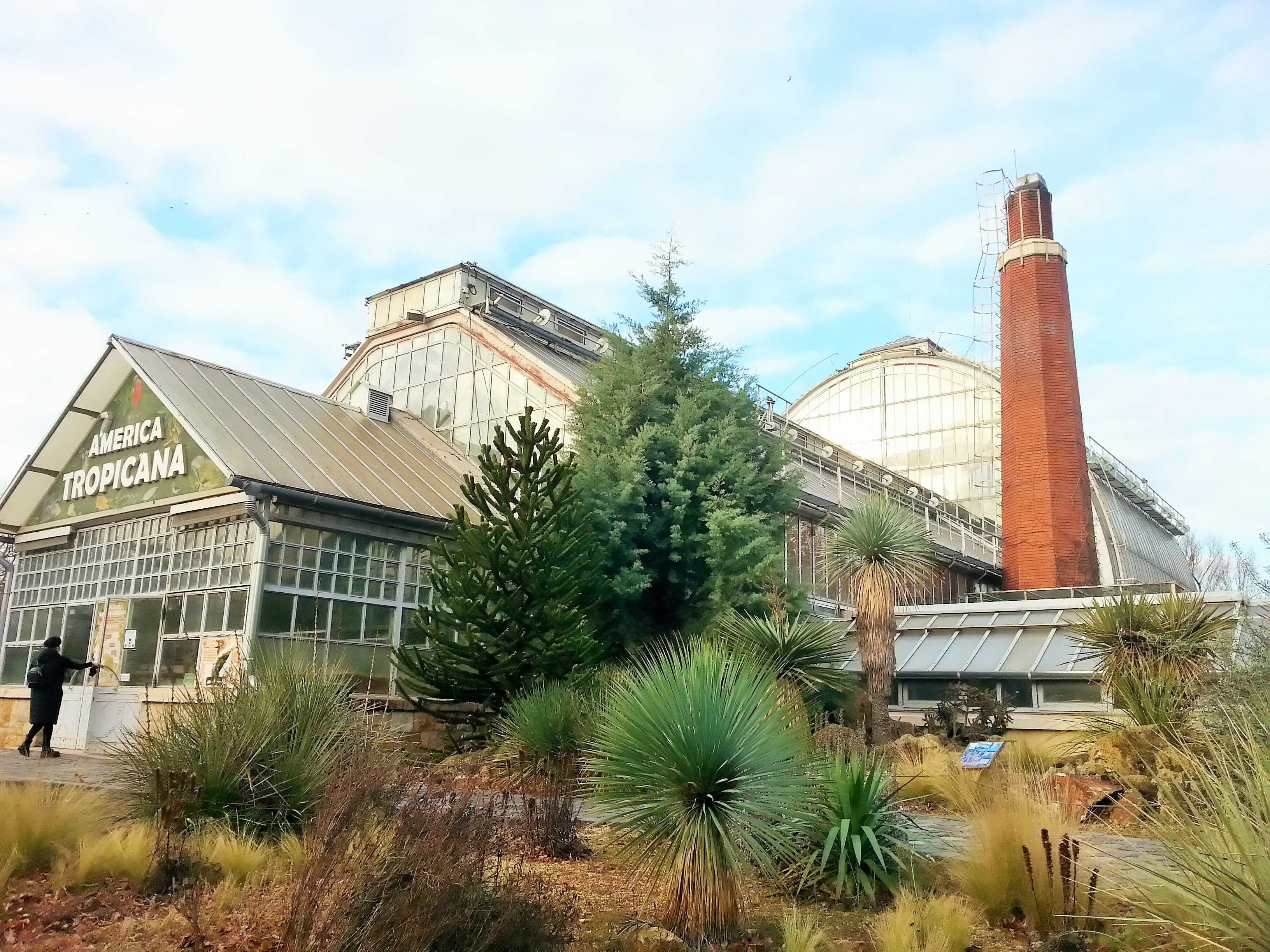
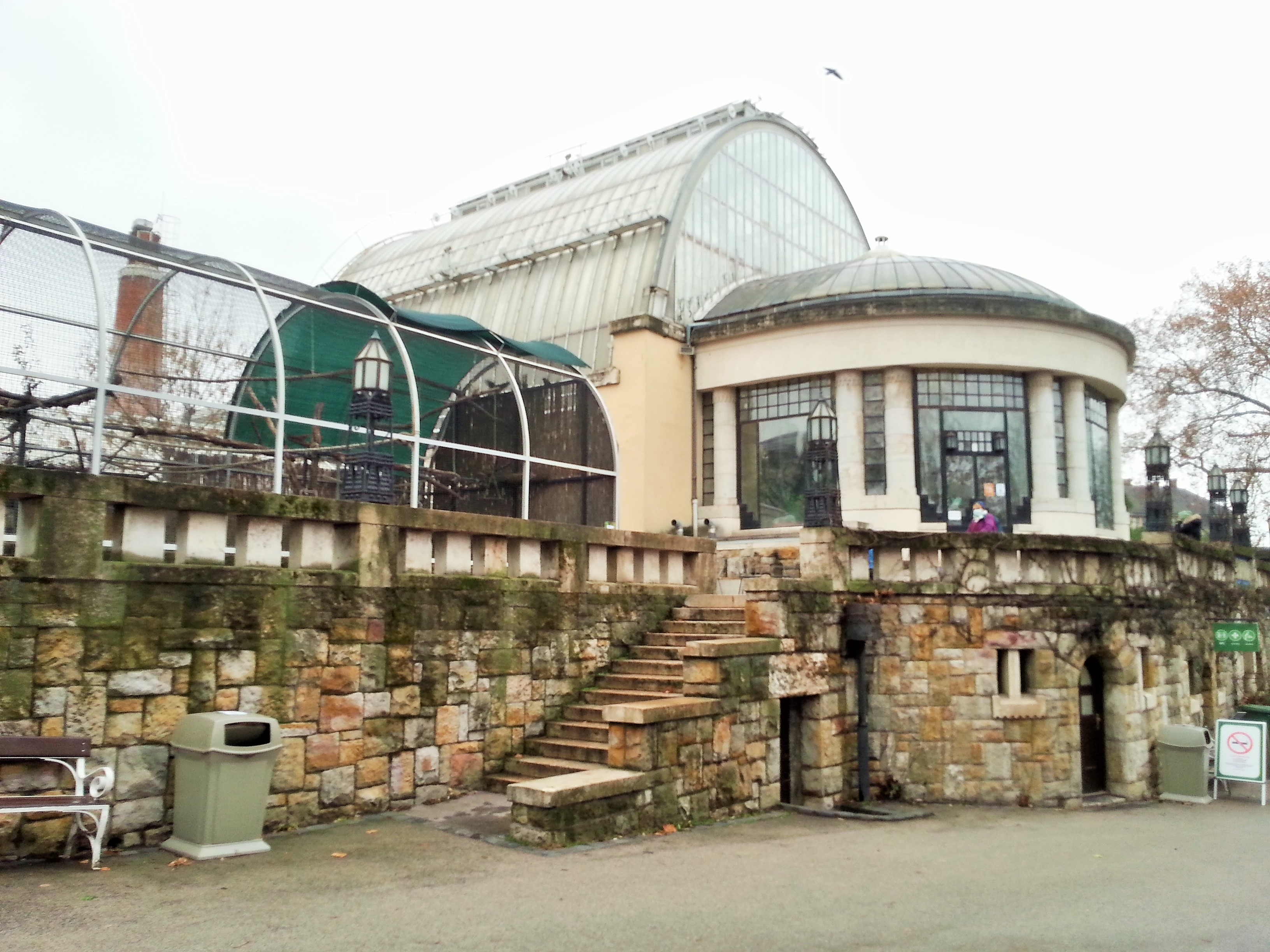
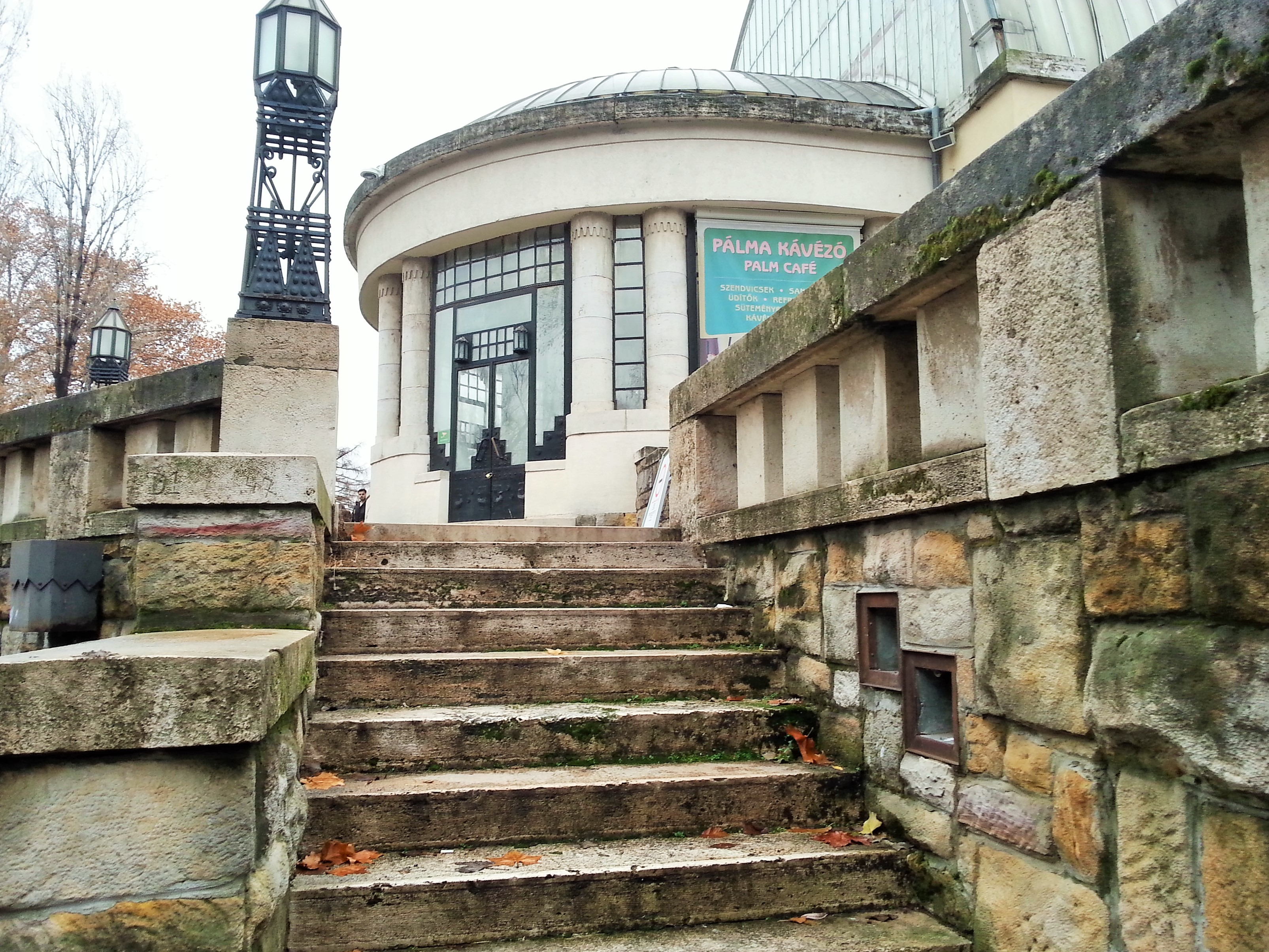
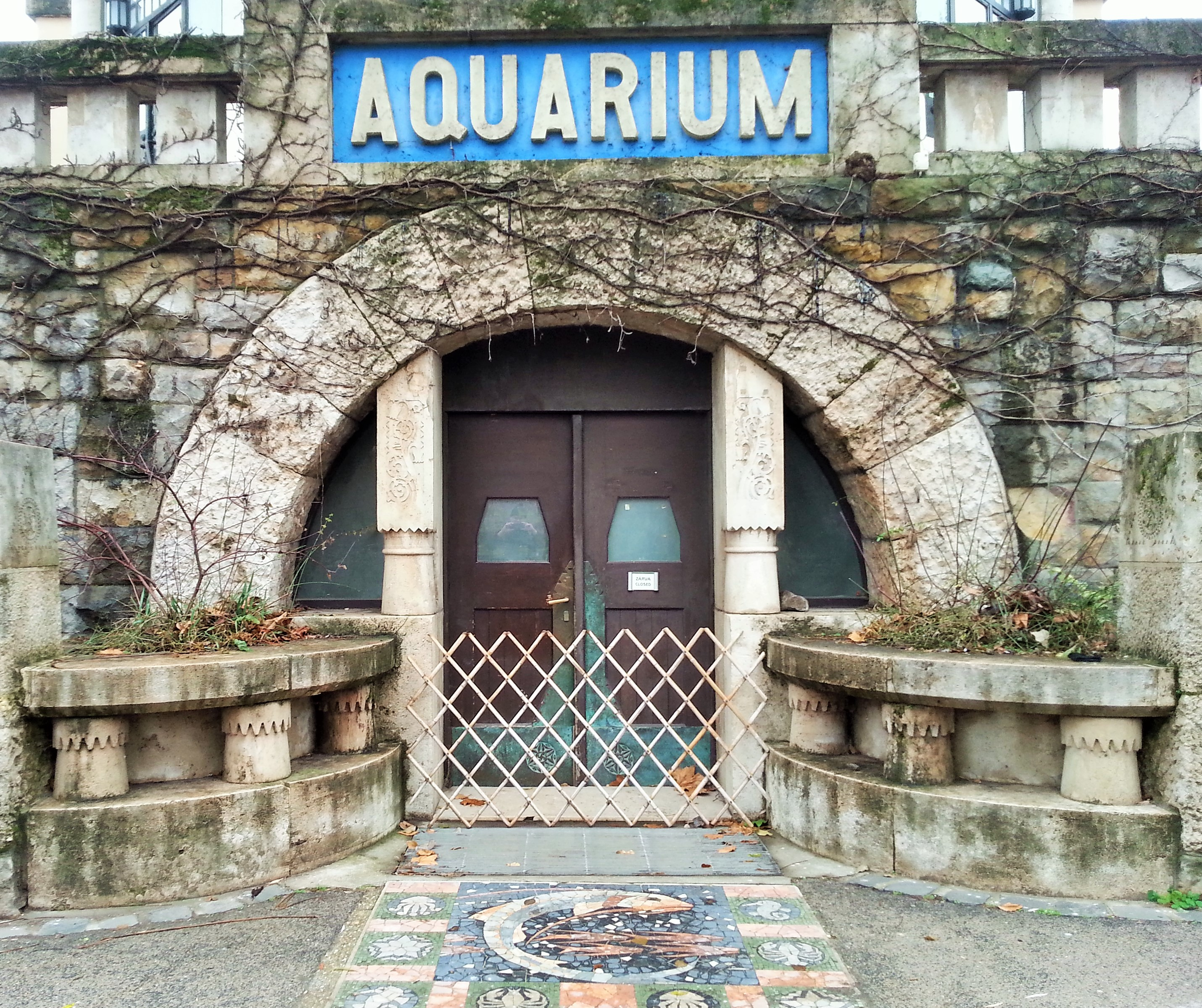
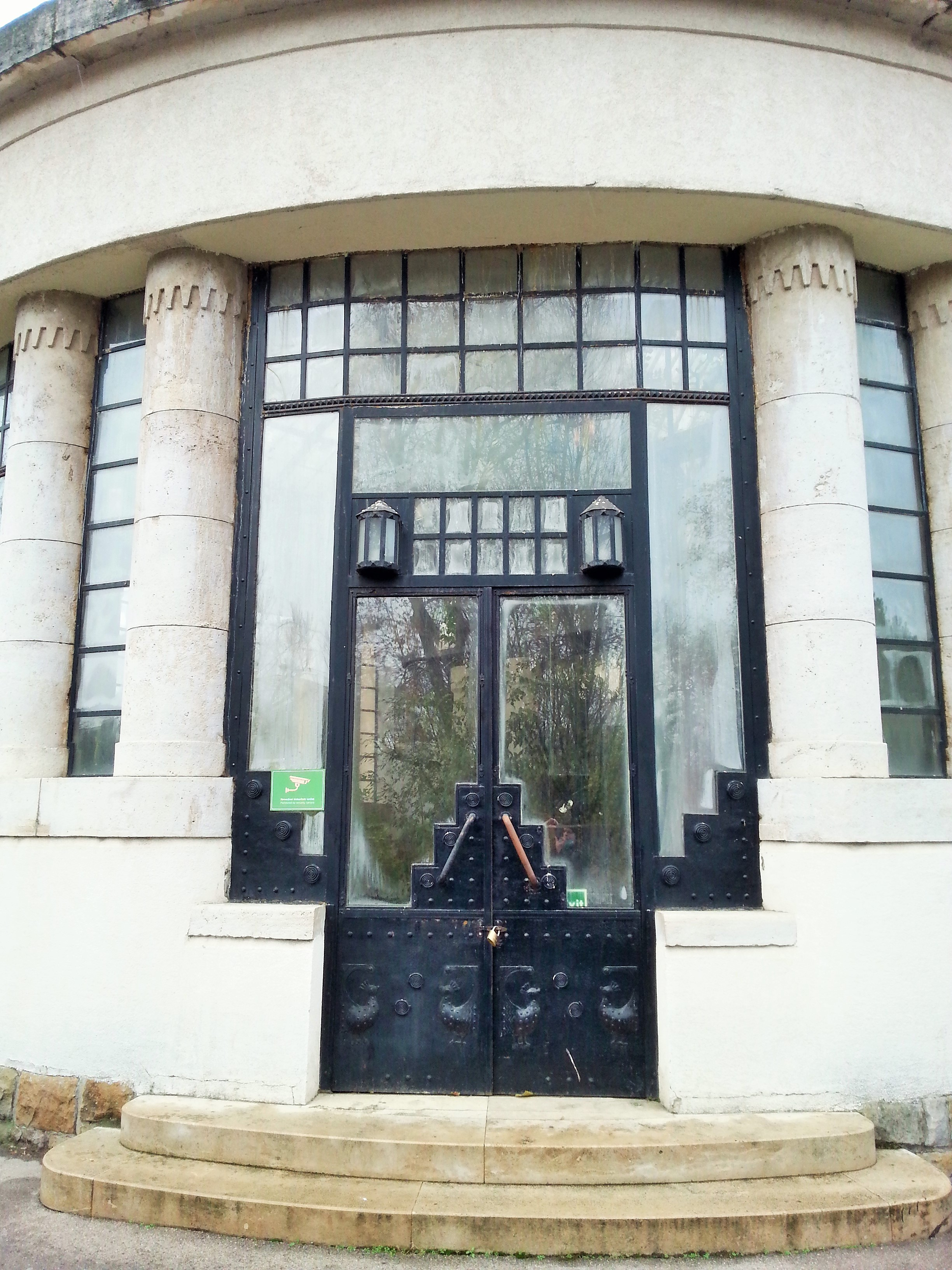
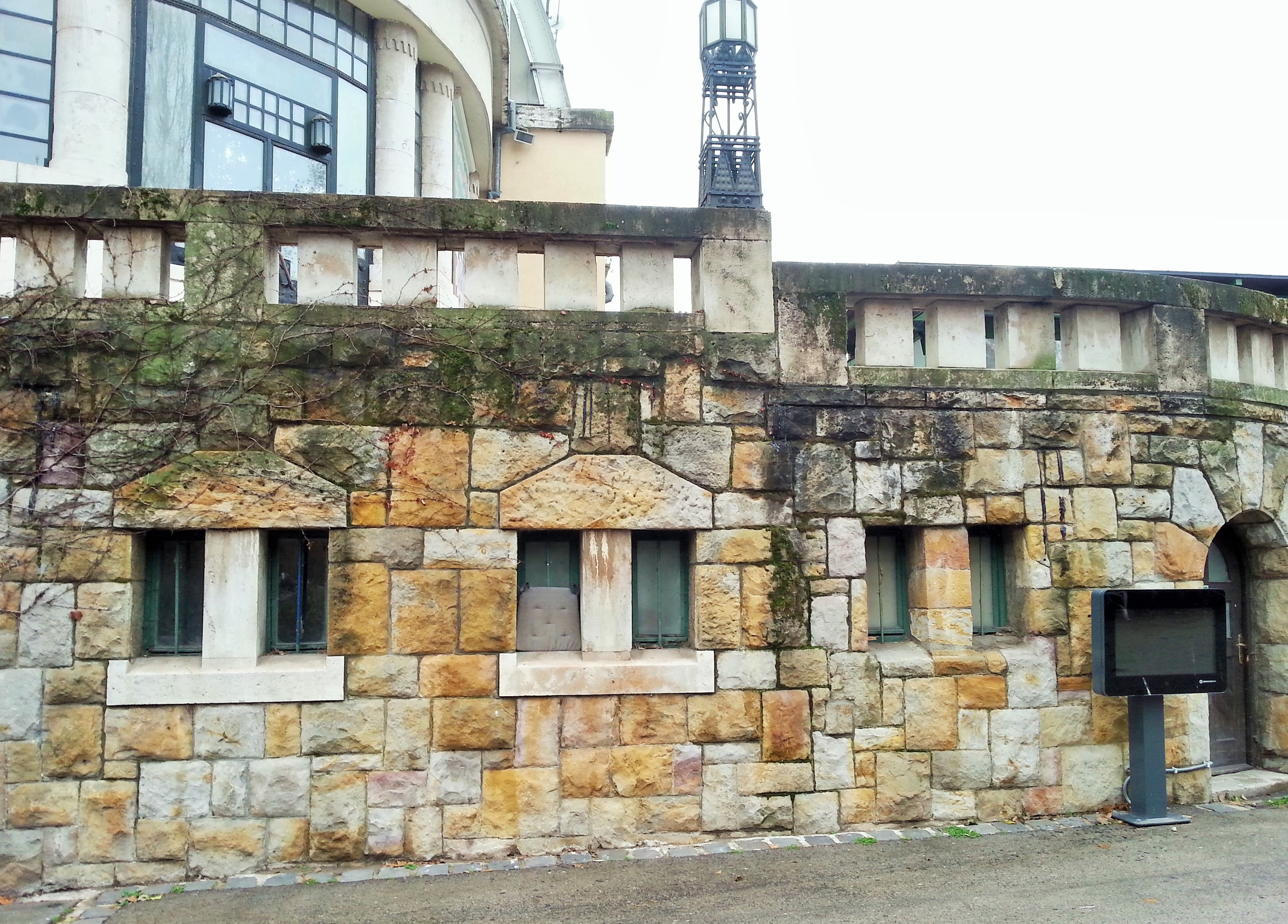

### Díszítés

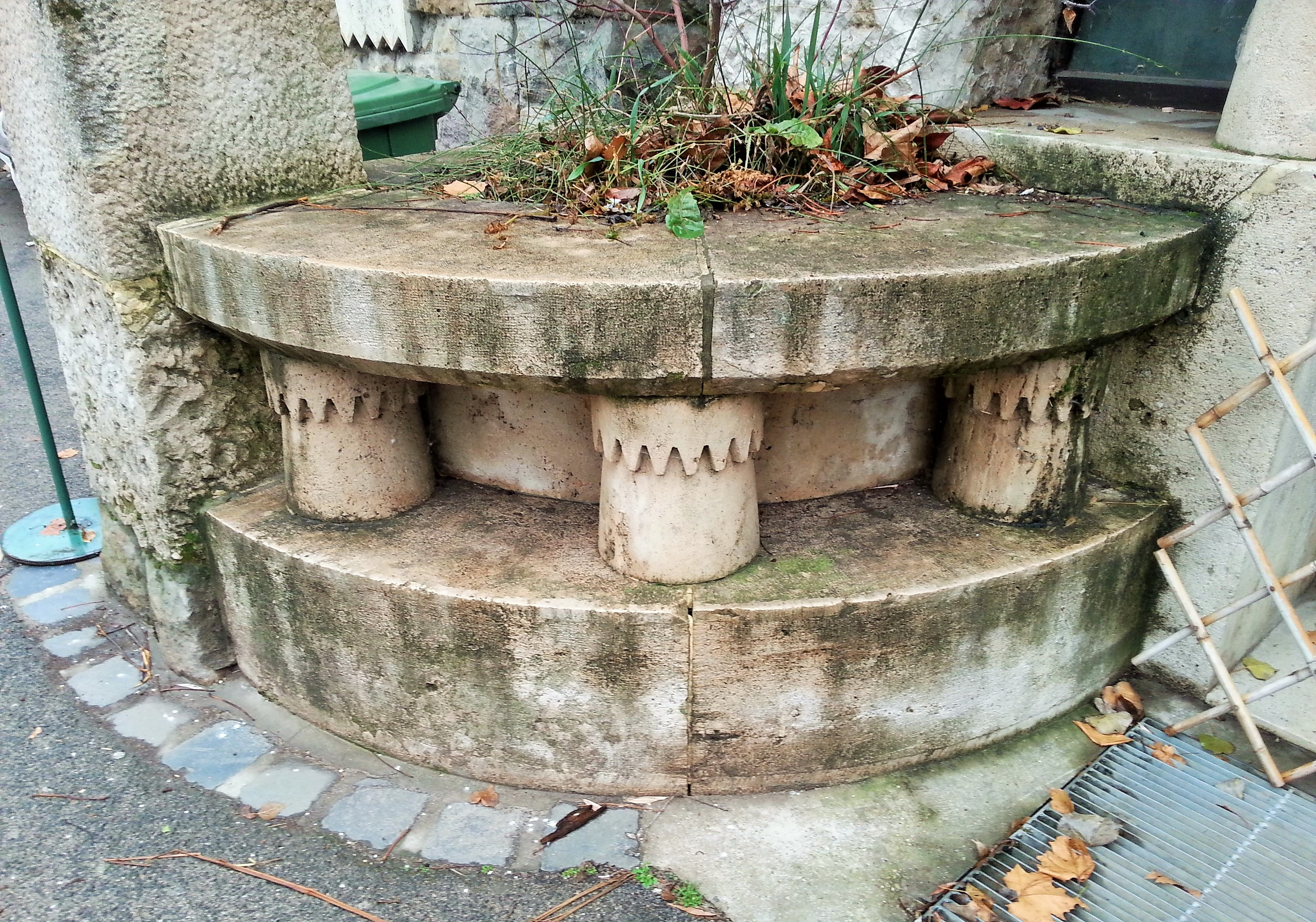
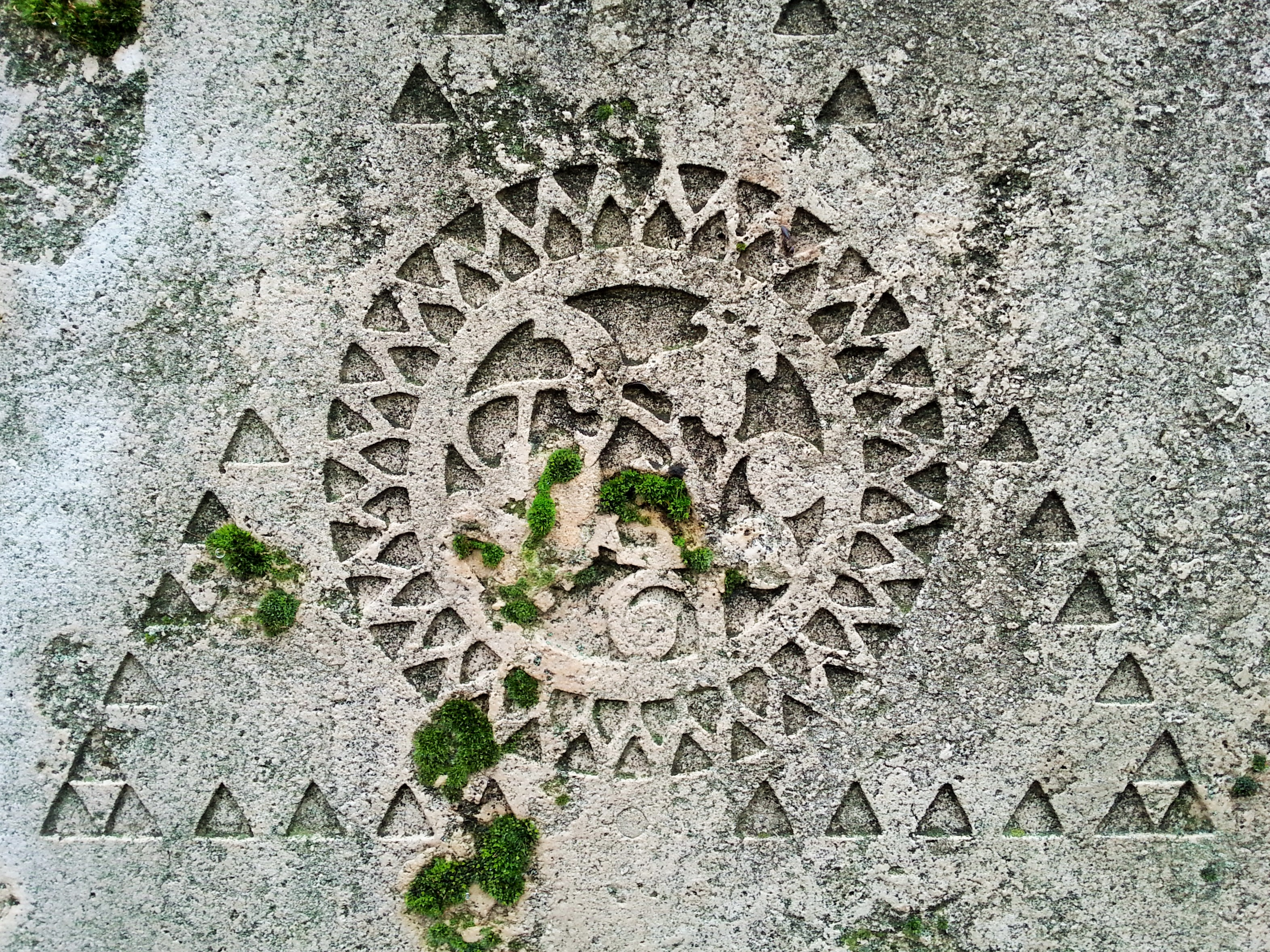
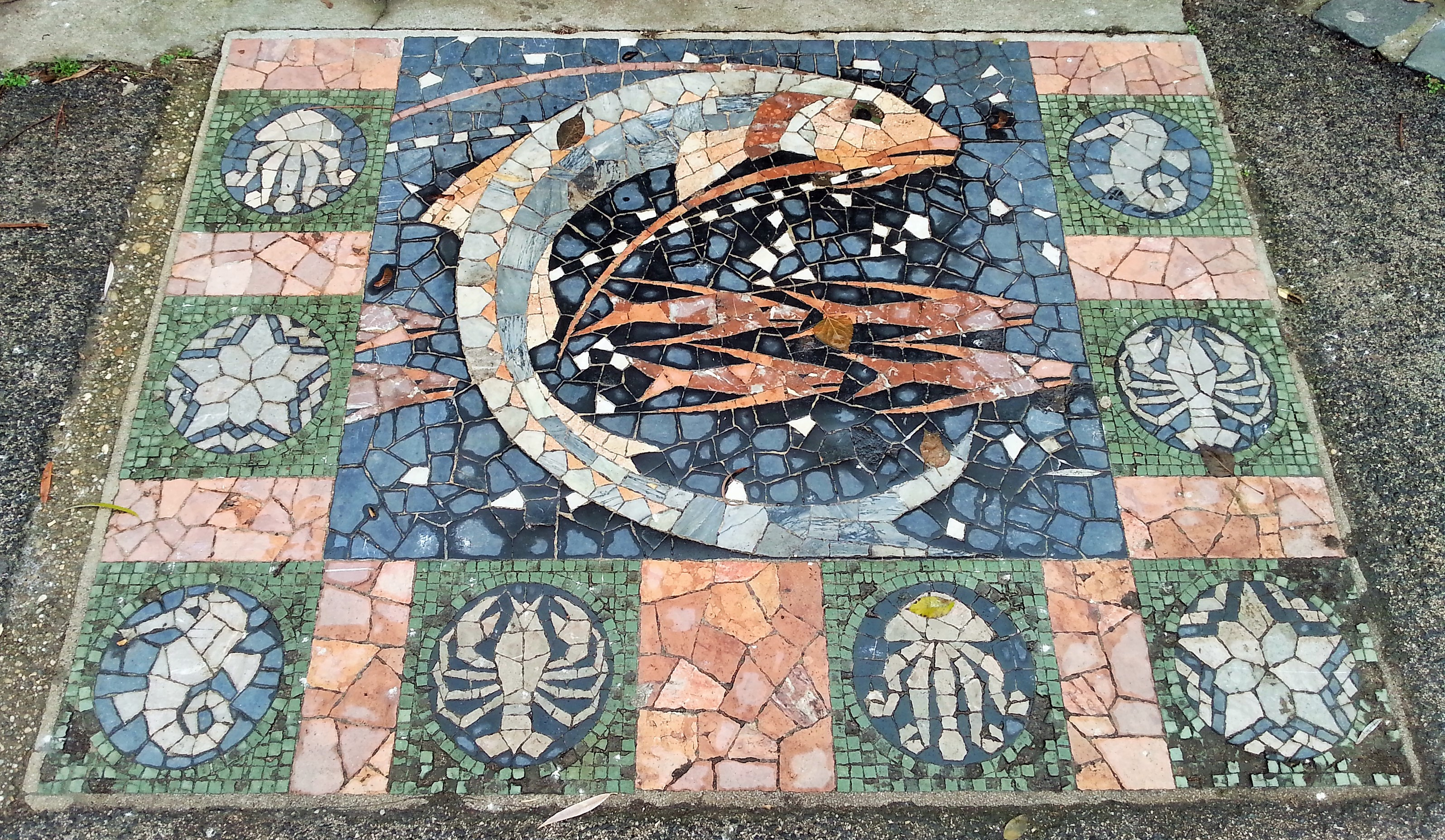
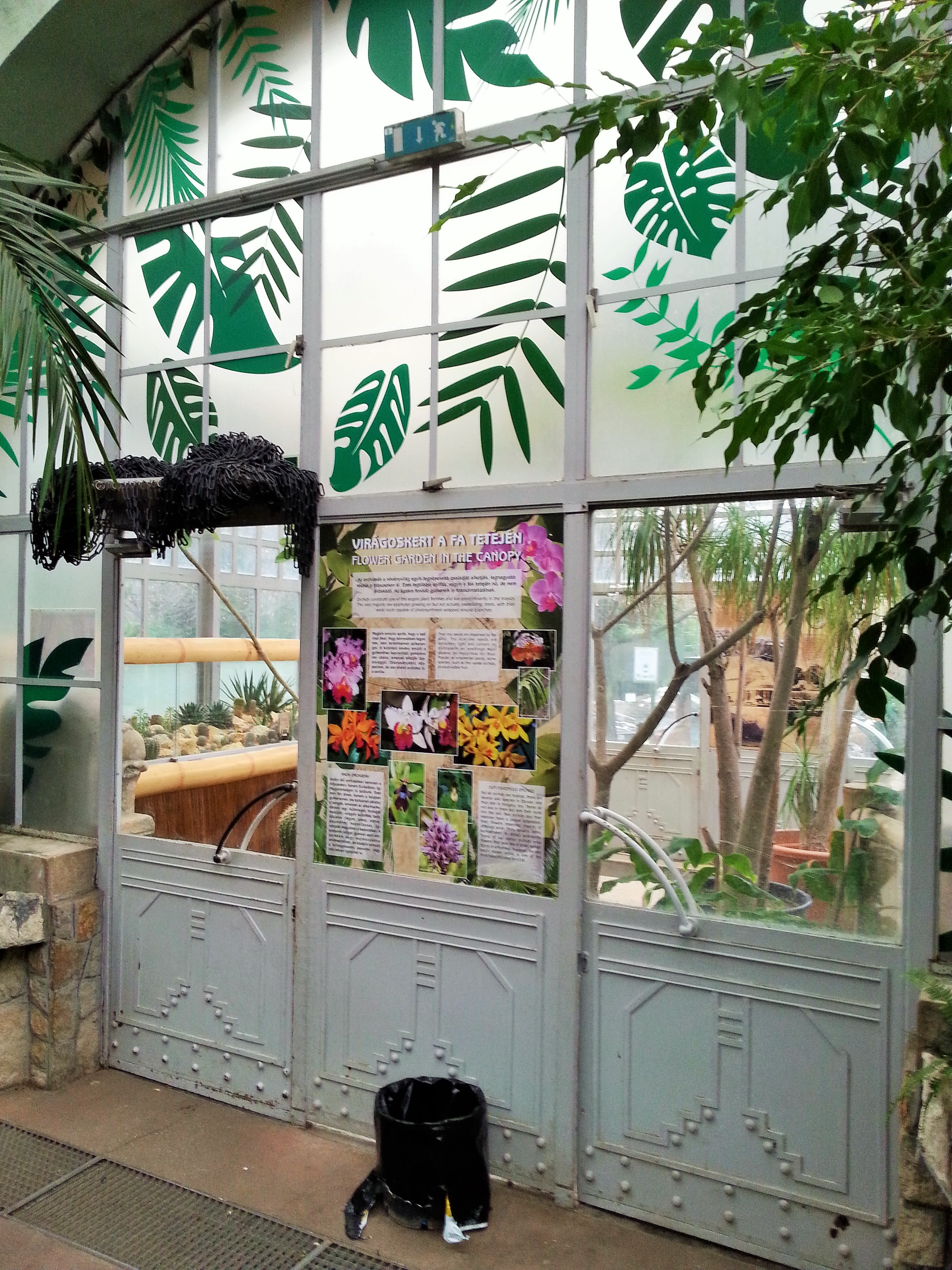
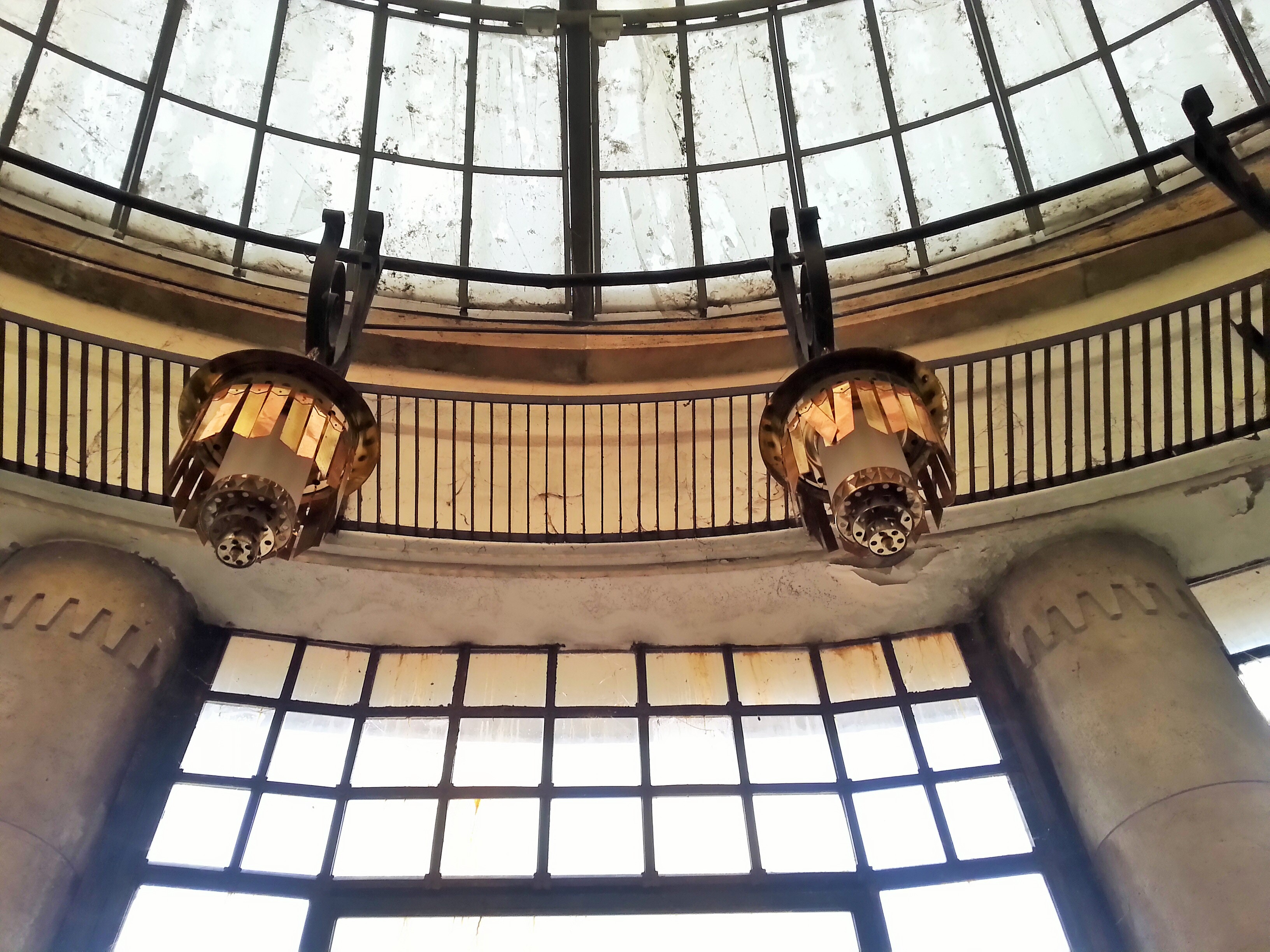
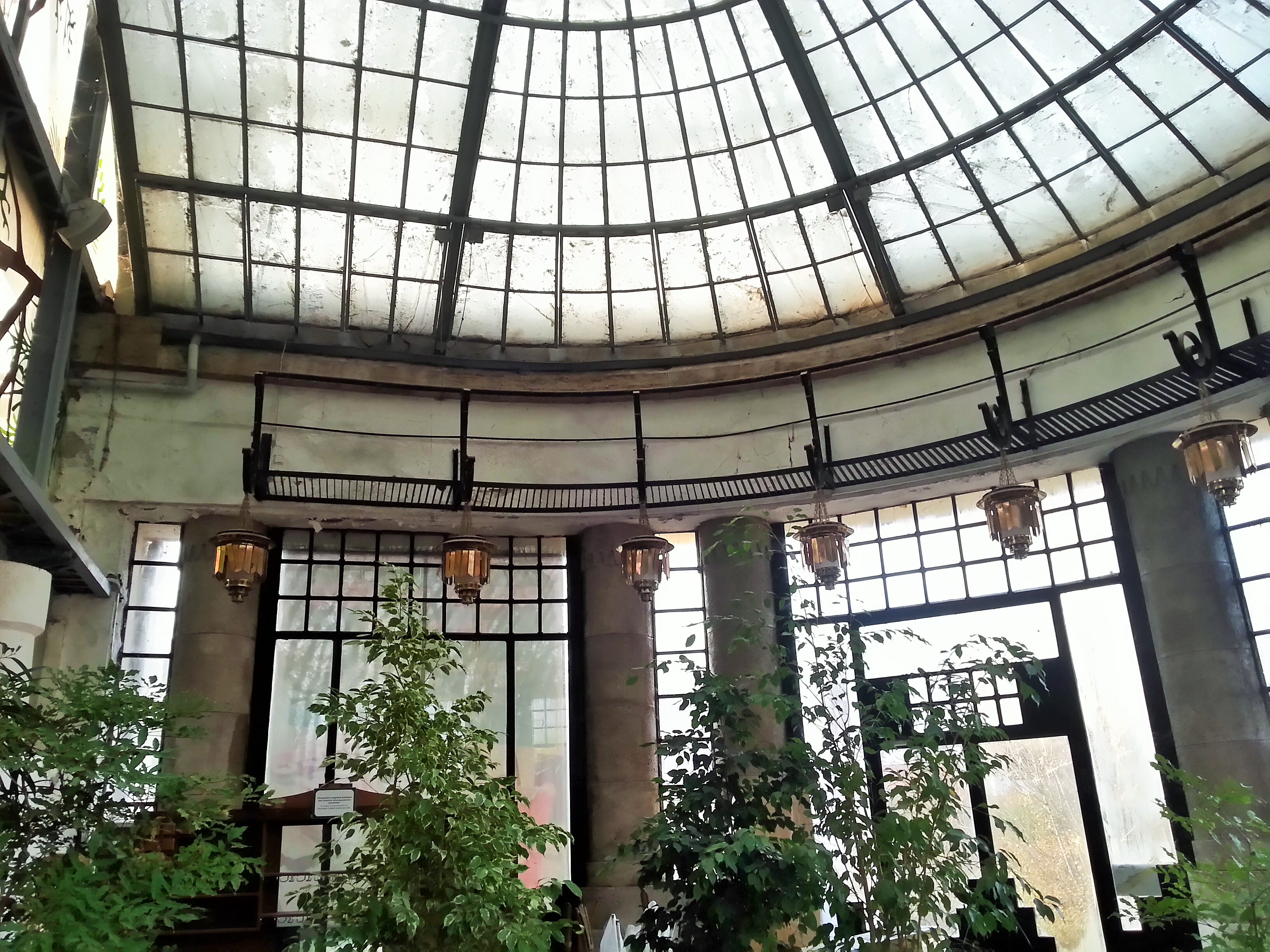
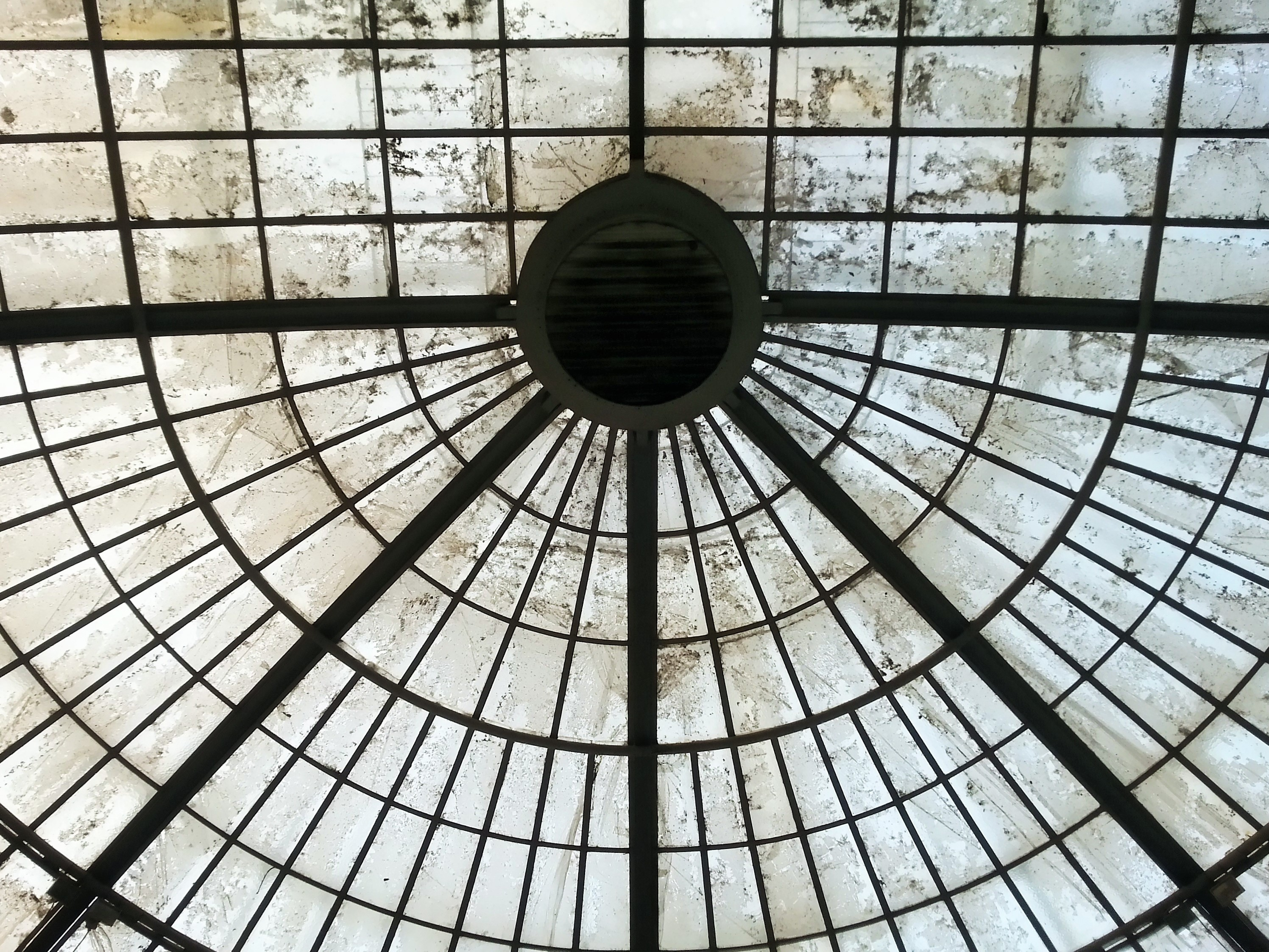
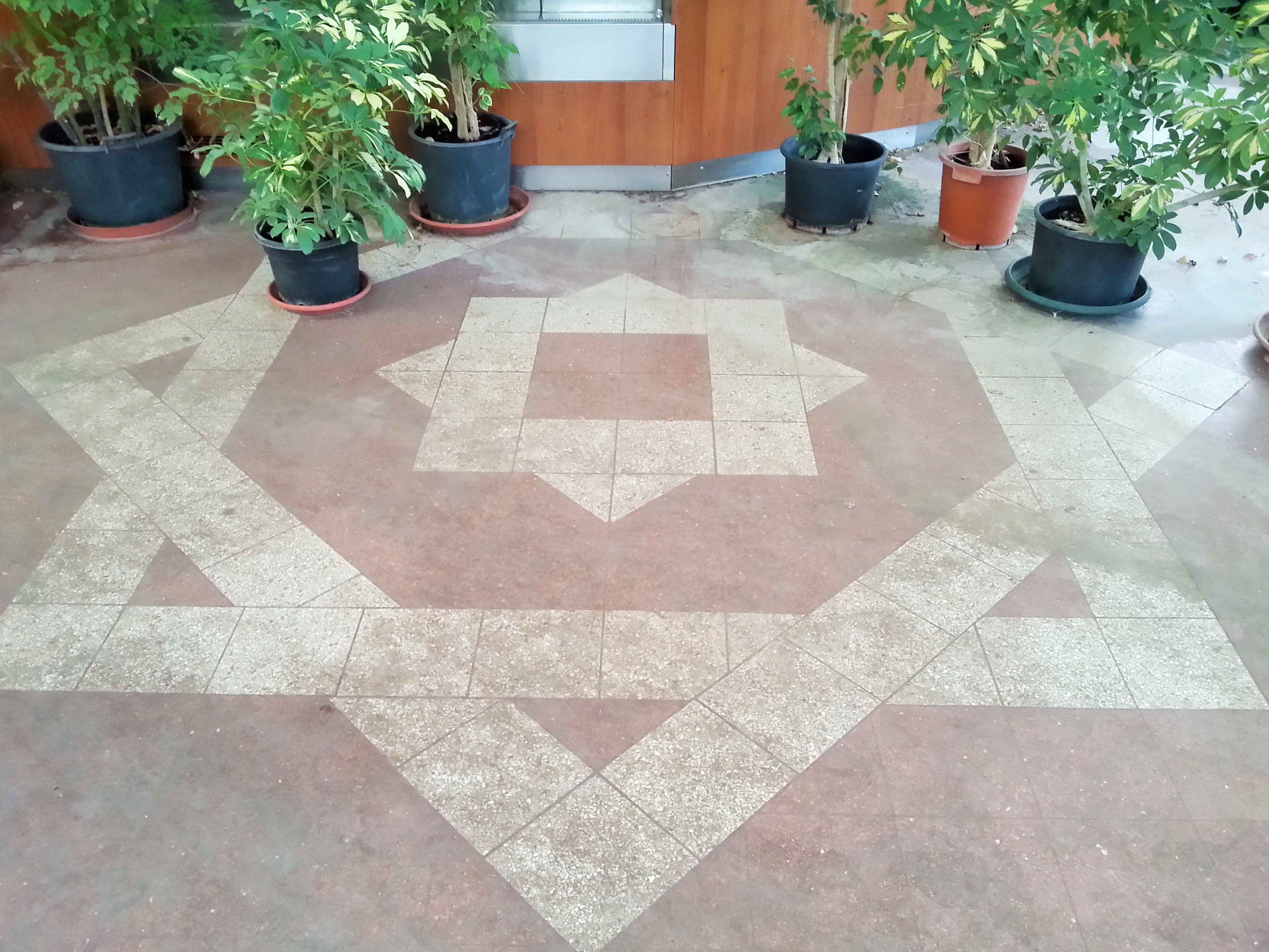
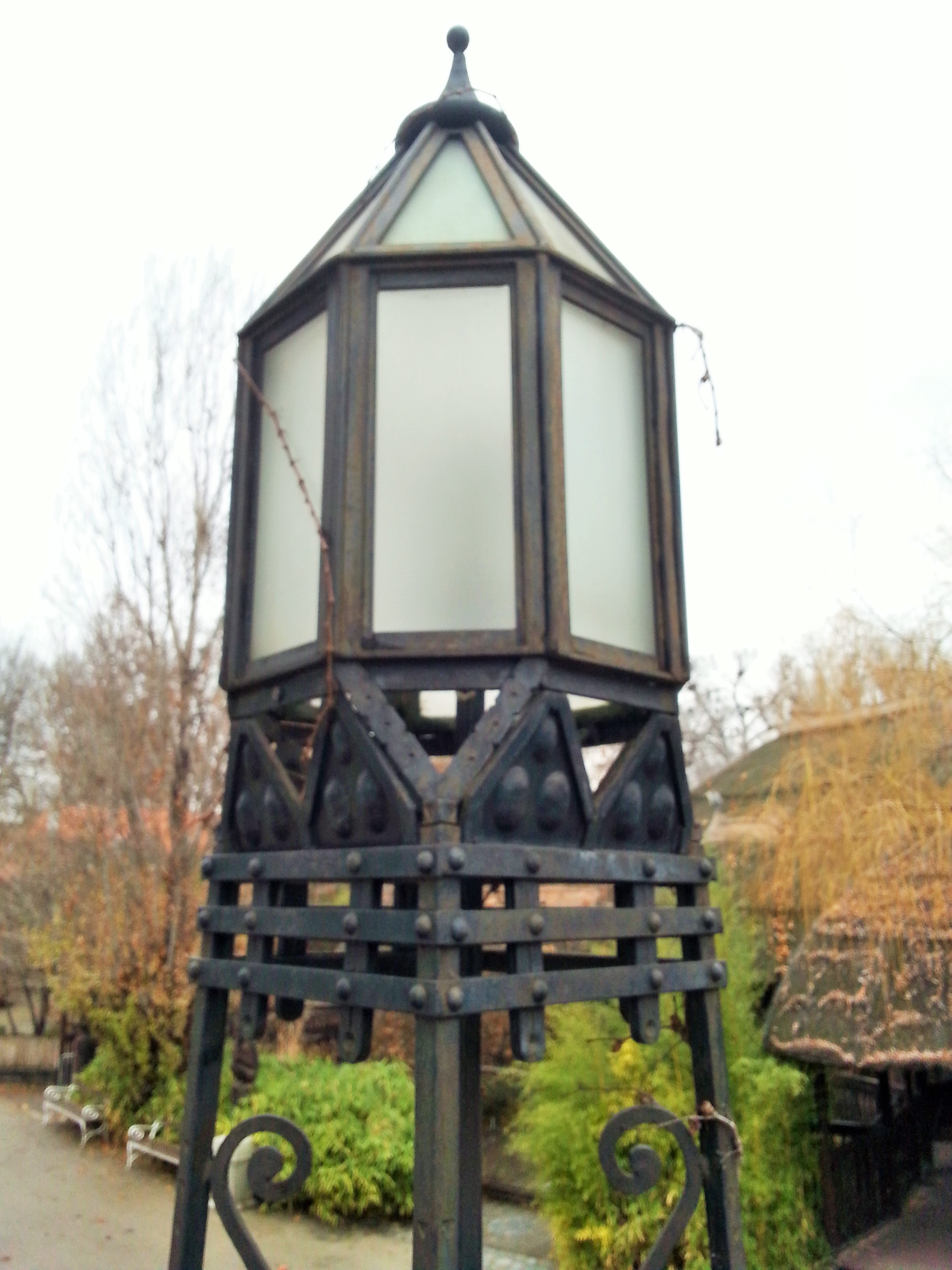
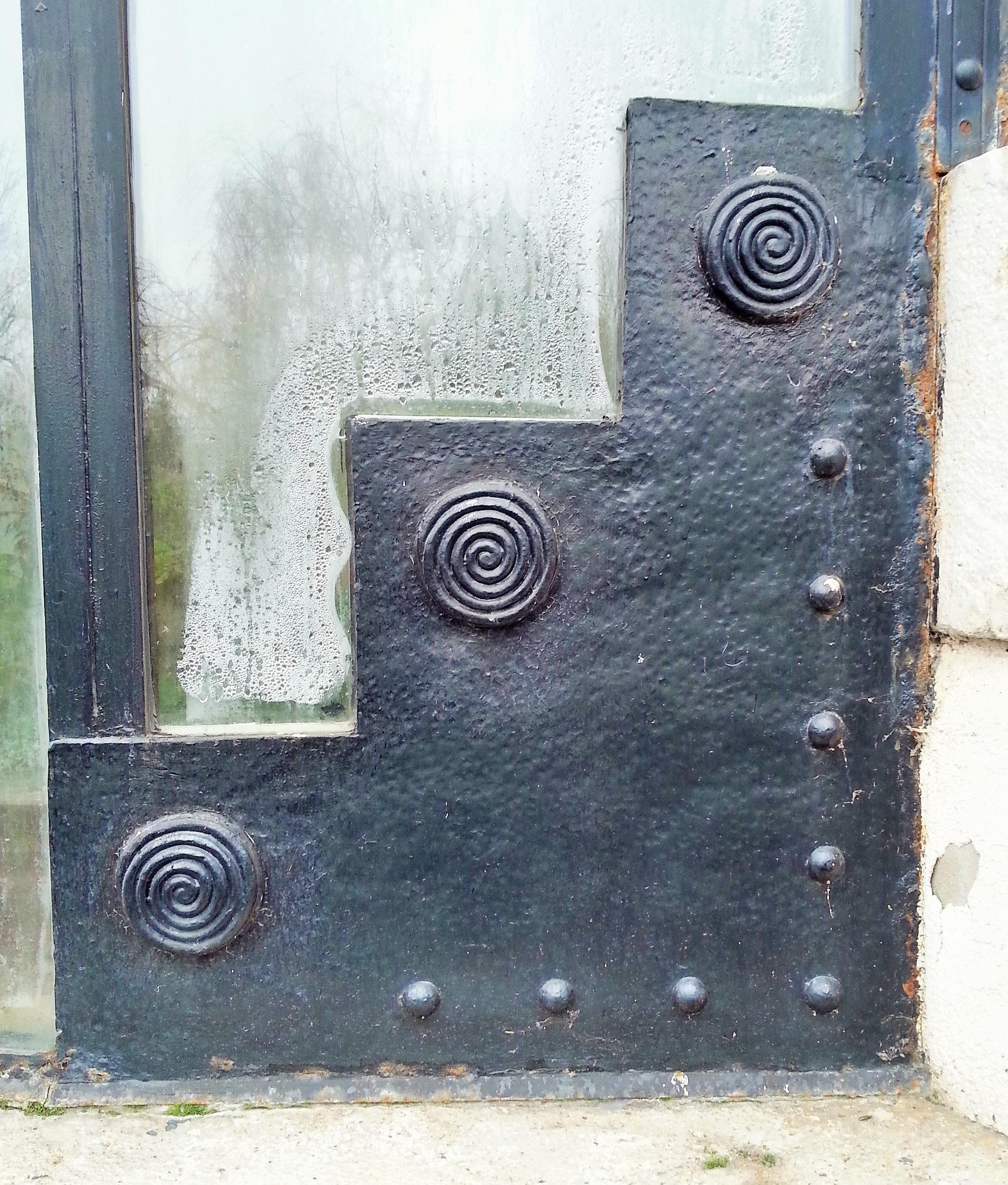

### Főcsarnok

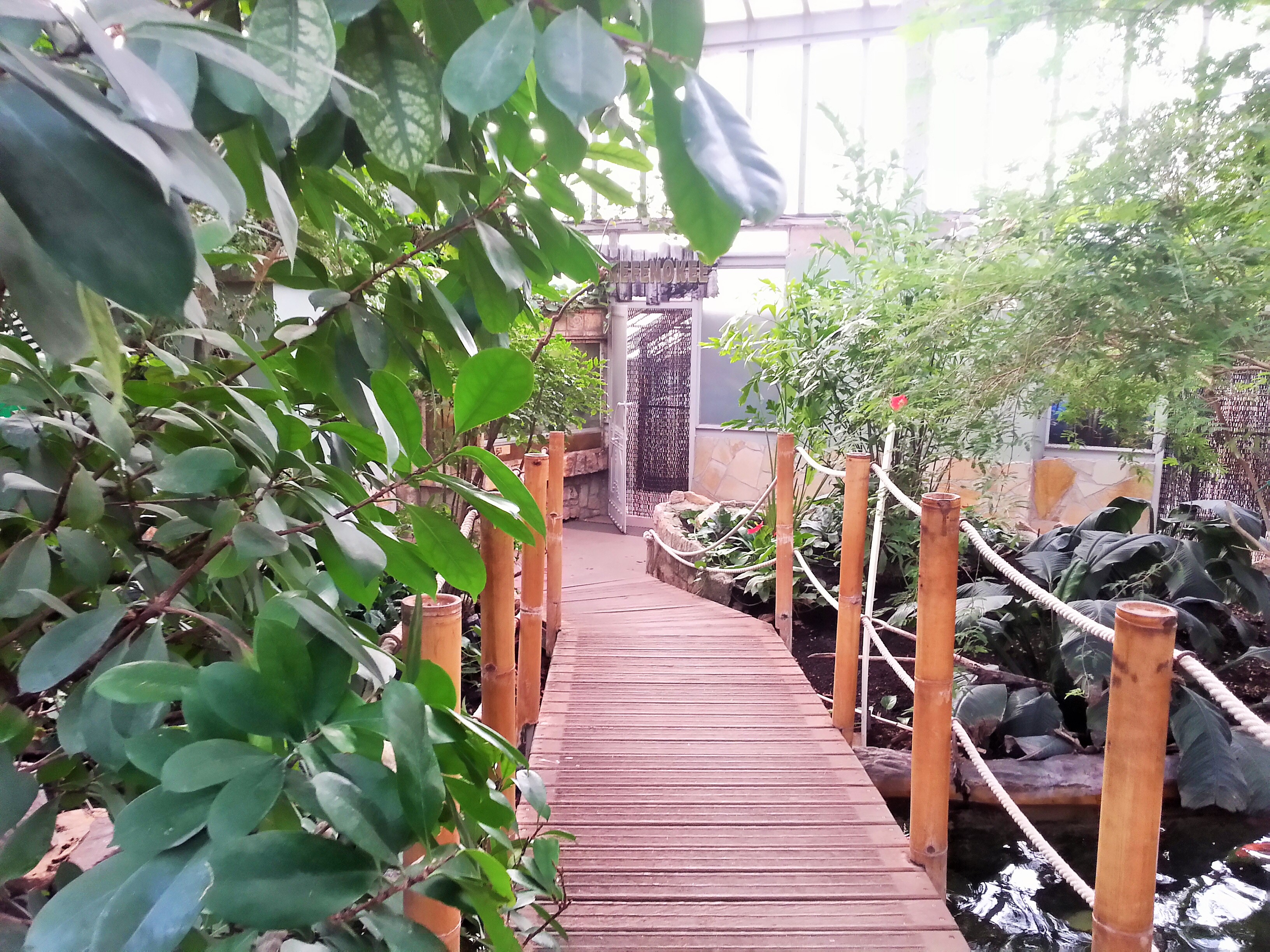
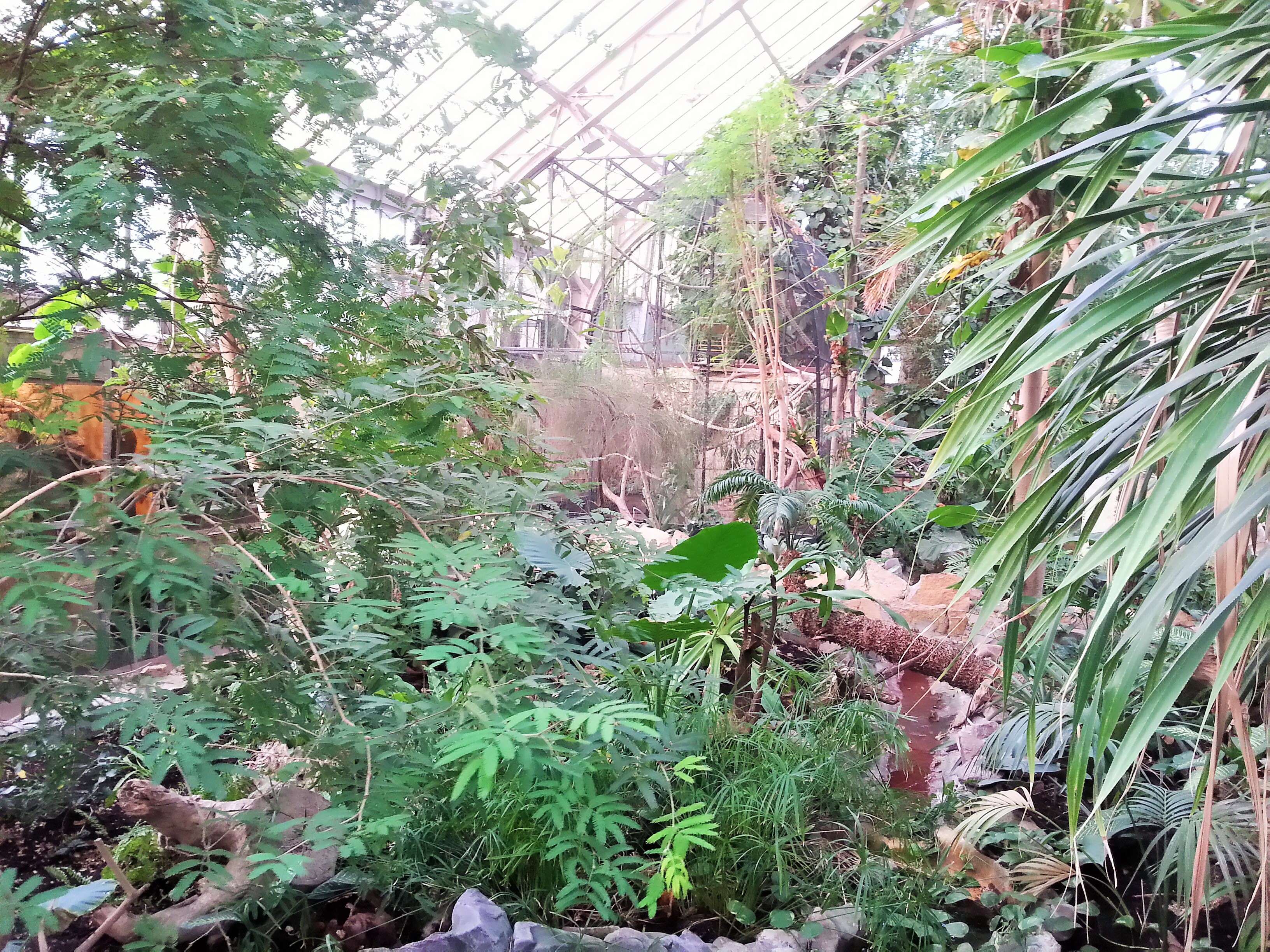
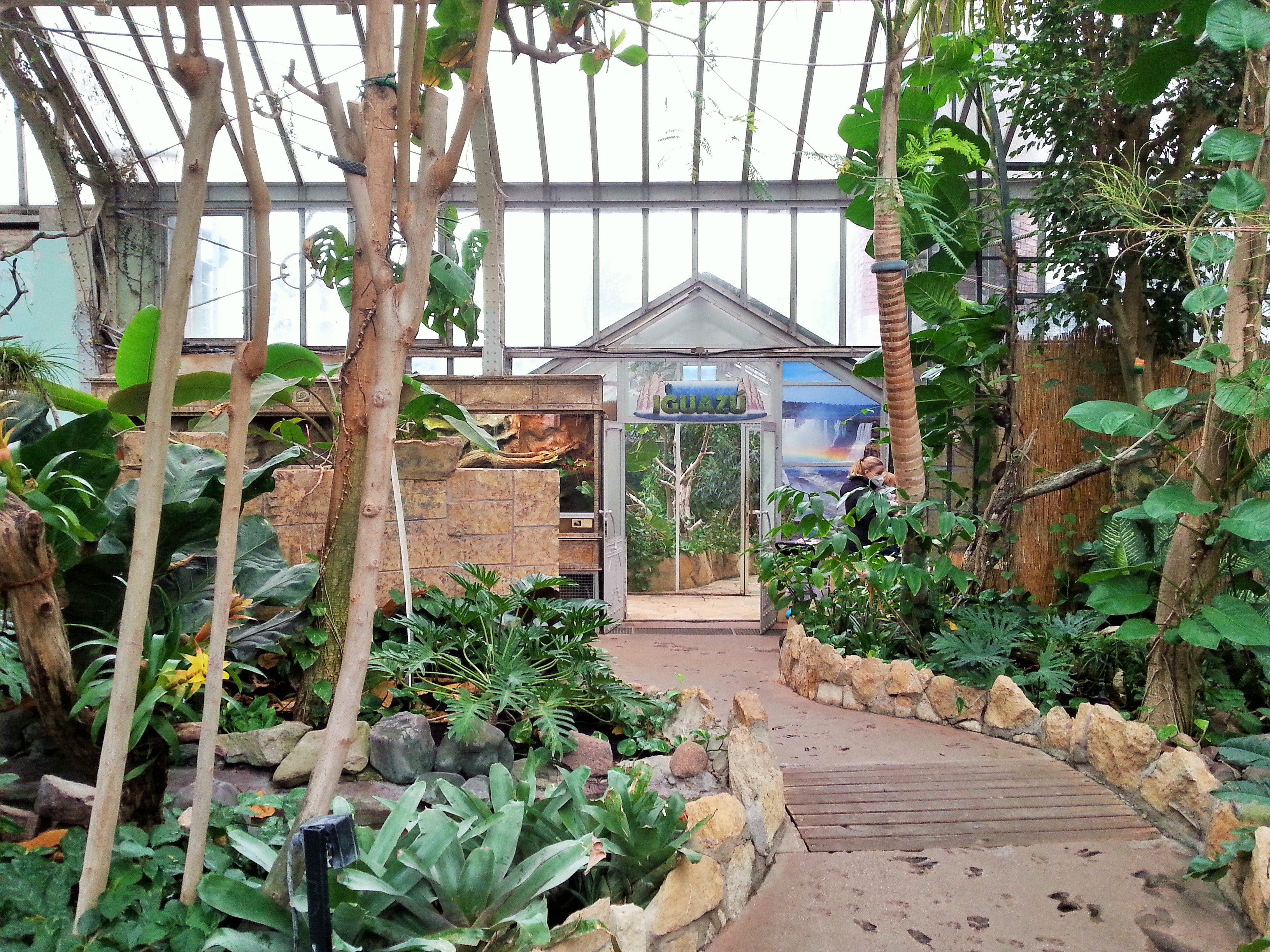
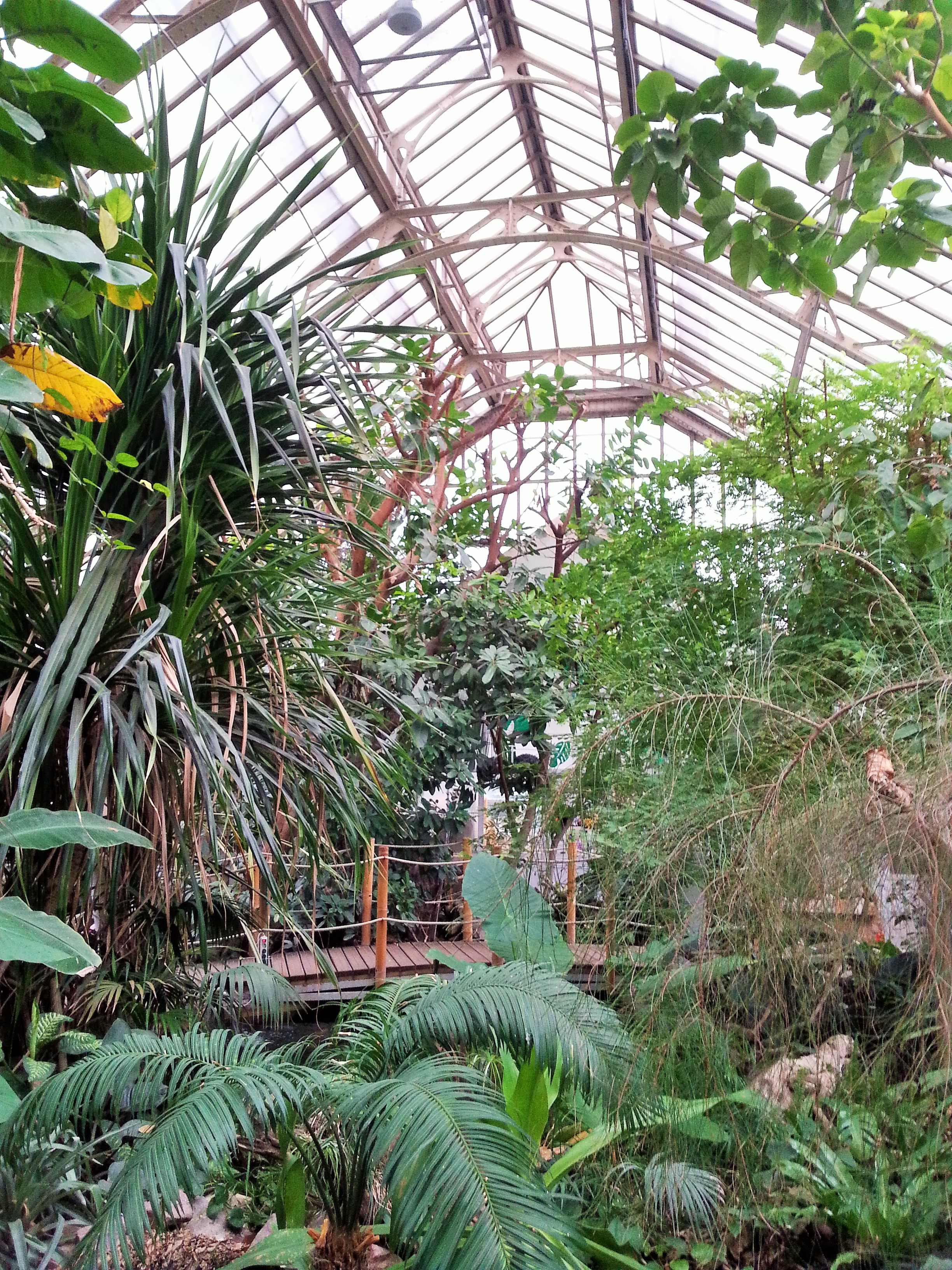

### Oldalcsarnokok

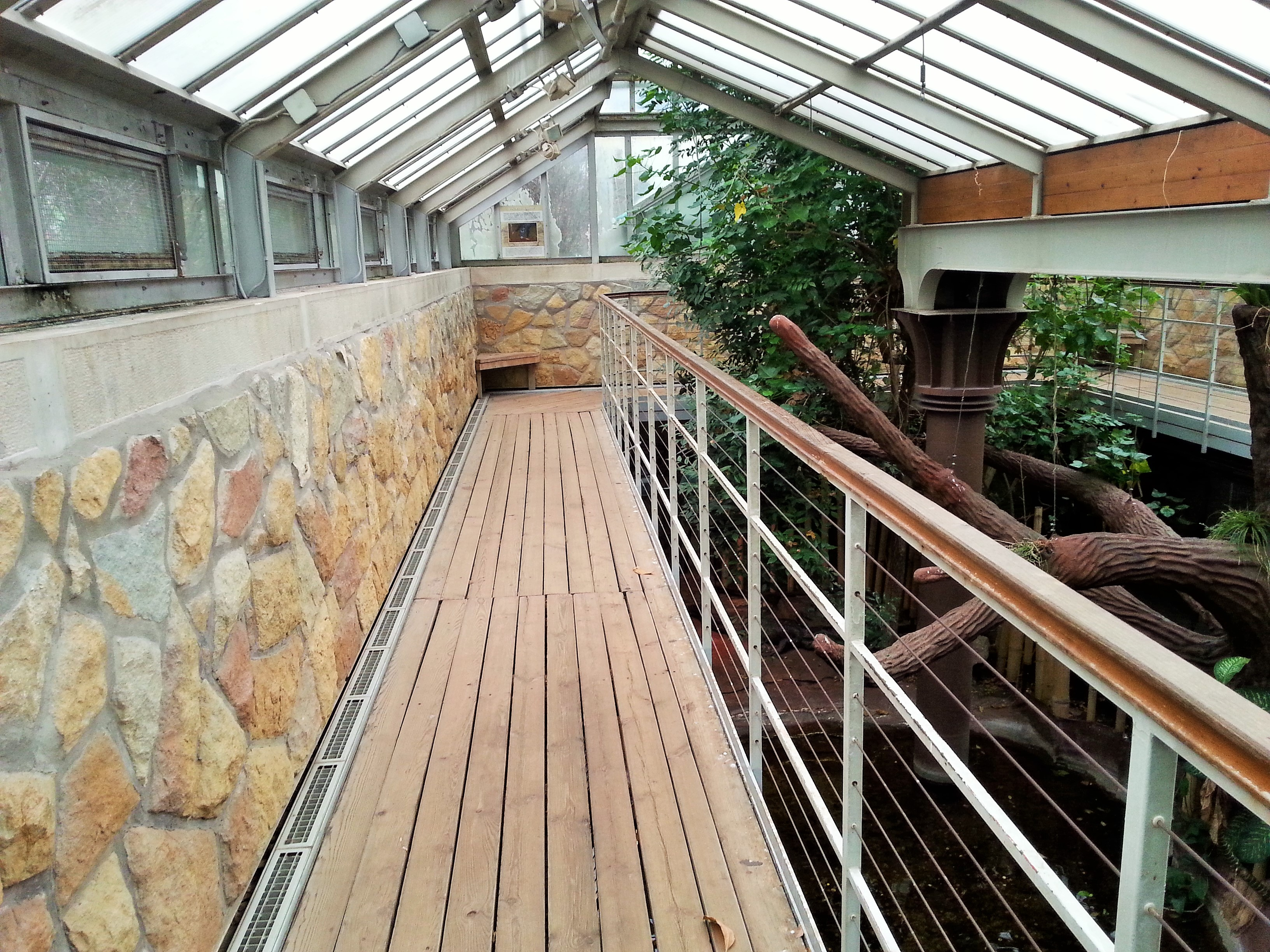
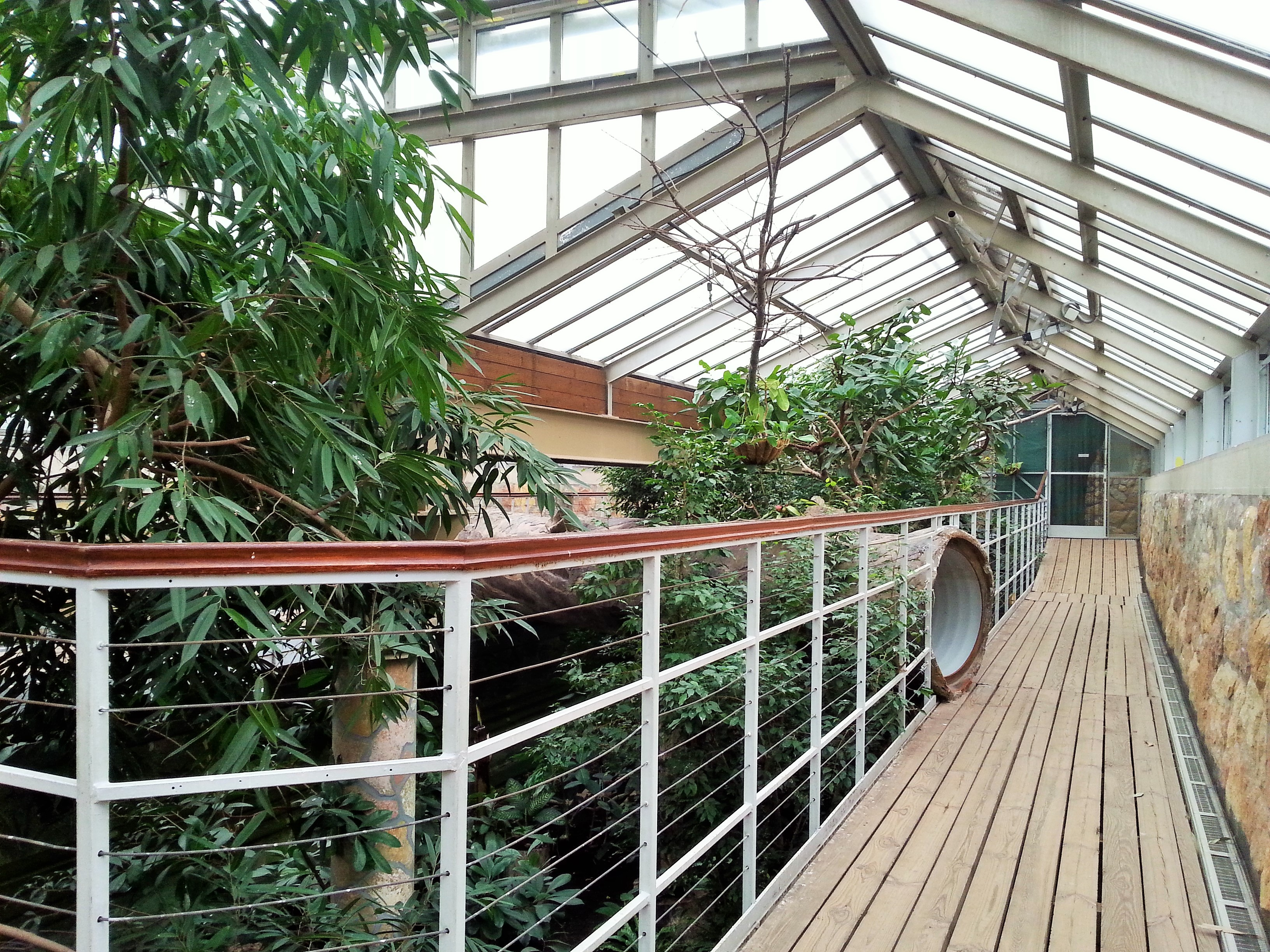
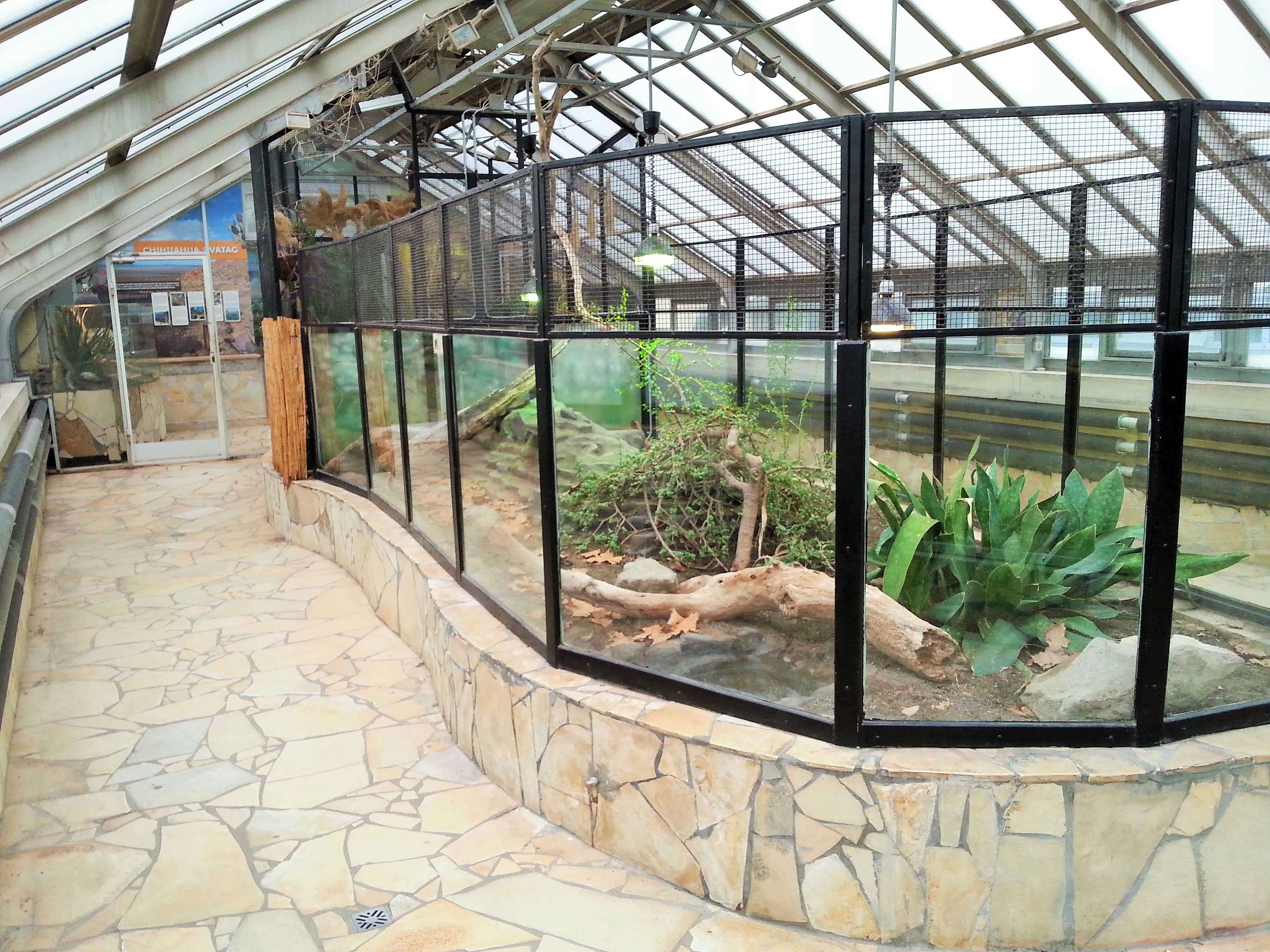
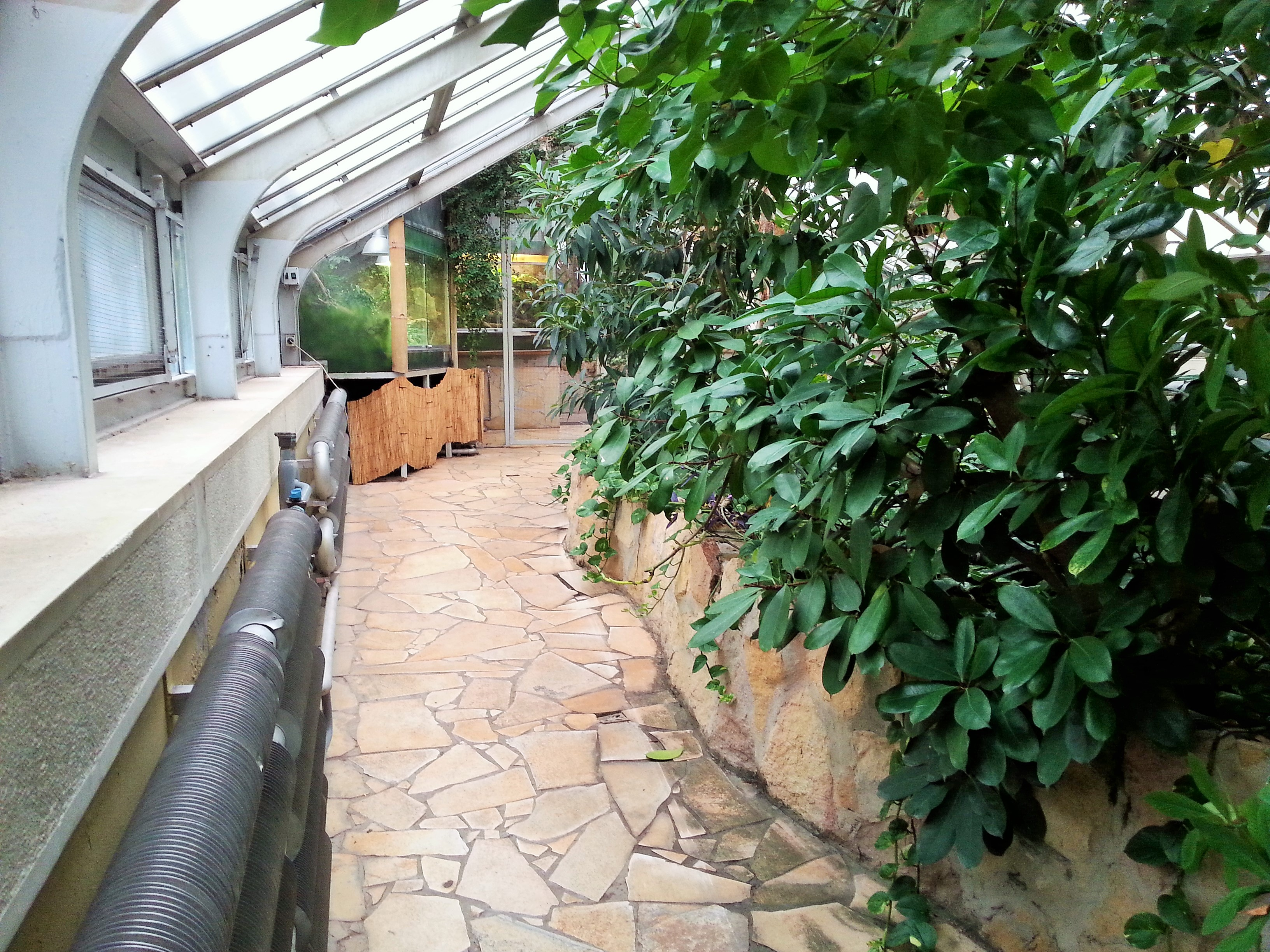
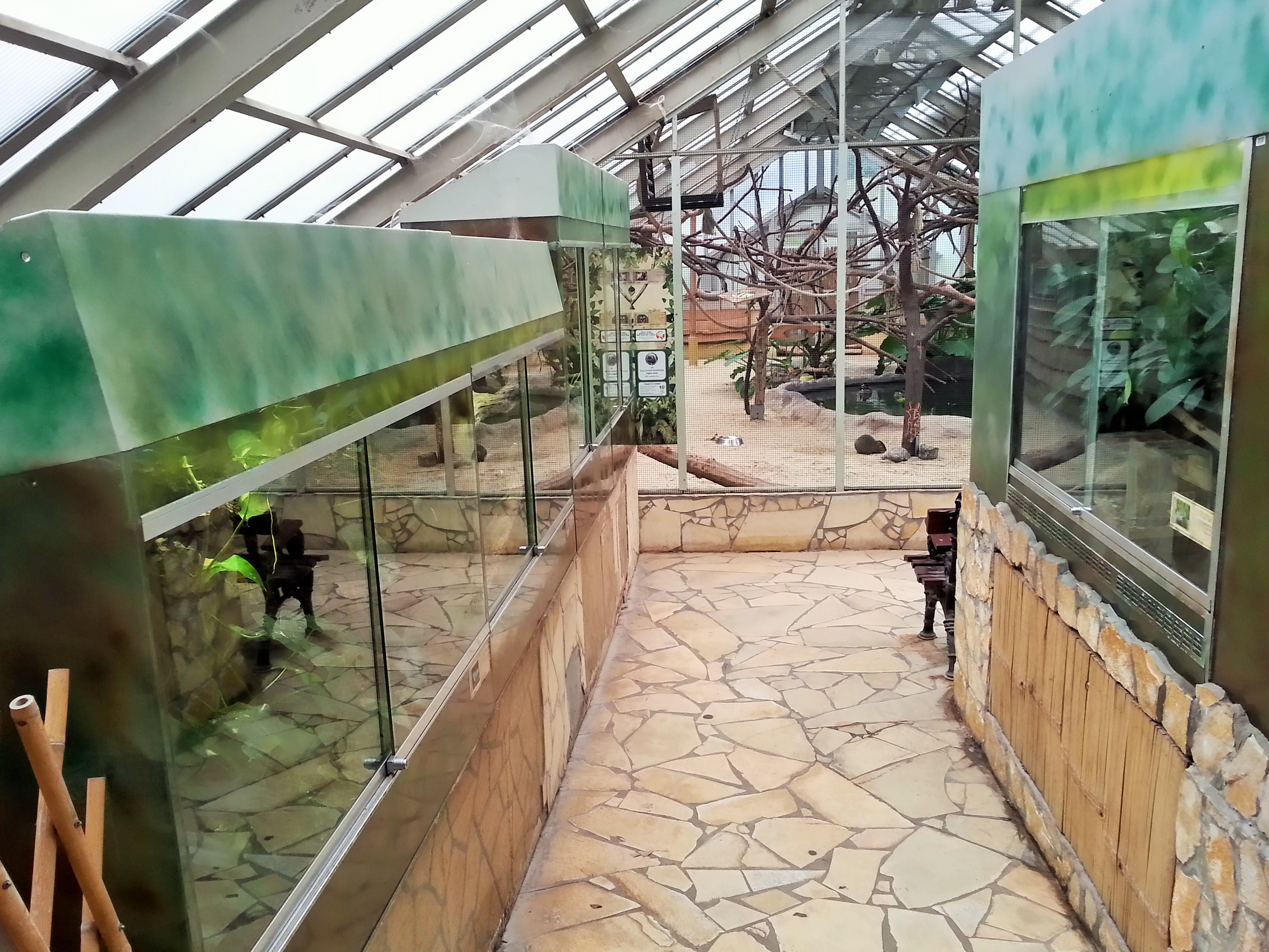
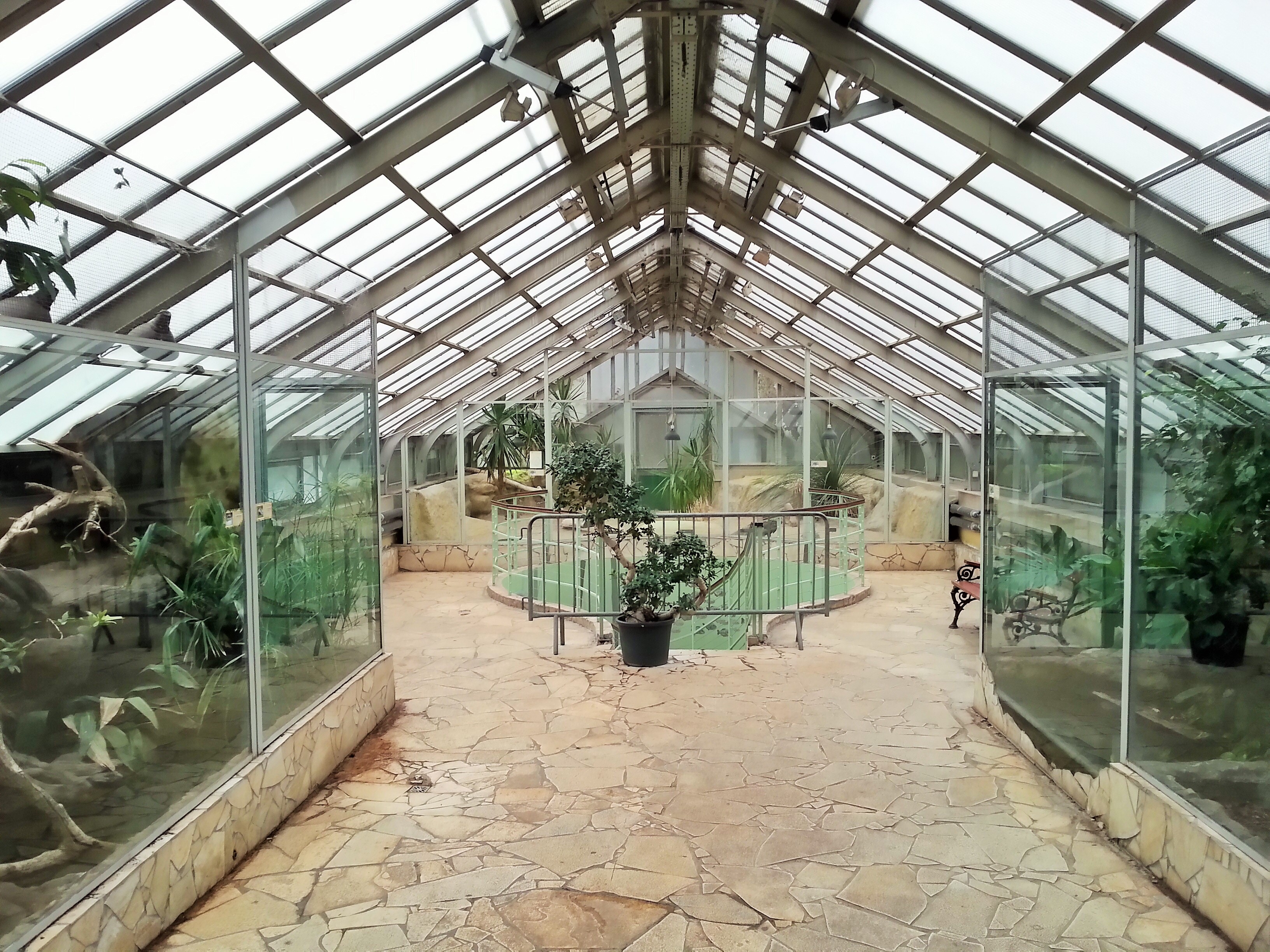

## Külső hivatkozások
- America Tropicana. zoobudapest.com. (Hozzáférés: 2021. december 13.)
- A Fővárosi Állat-és Növénykert épületeinek bemutatkozása Londonban. epiteszforum.hu. (Hozzáférés: 2021. december 13.)
- Csupasz acélváztól a virágzó trópusokig. Az idén 150 éves Budapesti Állat- és Növénykert Pálmaházának viharos története. lechnerkozpont.hu. (Hozzáférés: 2021. december 13.)

## Egyéb irodalom
- Hanga Zoltán: Állatkerti műemlékek, Fővárosi Állat- és Növénykert, Budapest, 2012, ISBN 978-963-88112-7-1, 28-35. o.